# Provins
Pour l’article ayant un titre homophone, voir Provin.
Pour les articles homonymes, voir Provins (homonymie).
Provins (prononcé [pʁɔ.ˈvɛ̃]) est une commune française située à soixante-dix-sept kilomètres au sud-est de Paris, sous-préfecture du département de Seine-et-Marne dans la région Île-de-France. Elle est le chef-lieu de l'arrondissement et du canton.
Ancienne capitale des comtes de Champagne, Provins est inscrite depuis le 13 décembre 2001 sur la liste du patrimoine mondial de l'UNESCO.

## Géographie

### Localisation
La ville est située dans le sud-est du département de Seine-et-Marne, à environ 49,4 kilomètres à l’est de Melun. La ville est également située à 90 kilomètres au sud-est de Paris (Porte de Bercy) par la route, à 98 kilomètres par fer alors qu'en distance orthodromique (à vol d'oiseau), elle n'est qu'à 77 kilomètres de Paris-Notre-Dame.

### Communes limitrophes
Les communes limitrophes sont Rouilly, Chalautre-la-Petite, Mortery, Poigny, Saint-Brice, Sourdun et Vulaines-lès-Provins.

### Géologie et relief
Sur le plateau briard, Provins est bâtie autour d'un promontoire, au confluent de la vallée de la Voulzie et de celle du Durteint.

### Hydrographie
Le système hydrographique de la commune se compose de :
- la rivière Voulzie, longue de 43,86 km[2], affluent de la Seine en rive droite ;
  - le Durteint (ou ru de Barcq), long de 17,09 km[3], et ;
  - le ruisseau des Auges, 4,68 km[4], affluents de la Voulzie ;
  - le canal 01 de la Commune de Provins, 2,86 km[5], et ;
  - le canal 01 des Eparmailles, 0,96 km[6], et ;
  - le canal 01 de la Commune de Sainte-Colombe, 5,01 km[7].

Par ailleurs, son territoire est également traversé par
- le canal des Ormes[Note 1], aqueduc, conduite forcée de 24,31 km[8] qui conflue avec la Voulzie ;
- l’aqueduc de la Voulzie et le canal 03 de la Commune de Provins, aqueduc et conduite forcée de 2,48 km[9], qui confluent avec le canal 01 de la Commune de Provins.

Les canaux 02 et 04 de la Commune de Provins sont en attente de mise à jour de la nature.
La longueur linéaire globale des cours d'eau sur la commune est de 20,07 km.

### Climat
Pour des articles plus généraux, voir Climat de l'Île-de-France et Climat de Seine-et-Marne.
En 2010, le climat de la commune est de type climat océanique dégradé des plaines du Centre et du Nord, selon une étude du CNRS s'appuyant sur une série de données couvrant la période 1971-2000. En 2020, Météo-France publie une typologie des climats de la France métropolitaine dans laquelle la commune est exposée à un climat océanique altéré et est dans la région climatique Nord-est du bassin Parisien, caractérisée par un ensoleillement médiocre, une pluviométrie moyenne régulièrement répartie au cours de l’année et un hiver froid (3 °C).
Pour la période 1971-2000, la température annuelle moyenne est de 10,9 °C, avec une amplitude thermique annuelle de 15,3 °C. Le cumul annuel moyen de précipitations est de 735 mm, avec 11,6 jours de précipitations en janvier et 7,8 jours en juillet. Pour la période 1991-2020, la température moyenne annuelle observée sur la station météorologique la plus proche, située sur la commune de Voulton à 7 km à vol d'oiseau, est de 11,3 °C et le cumul annuel moyen de précipitations est de 740,8 mm,. Pour l'avenir, les paramètres climatiques de la commune estimés pour 2050 selon différents scénarios d'émission de gaz à effet de serre sont consultables sur un site dédié publié par Météo-France en novembre 2022.

### Milieux naturels et biodiversité
Aucun espace naturel présentant un intérêt patrimonial n'est recensé sur la commune dans l'inventaire national du patrimoine naturel,,.

## Urbanisme

### Typologie
Au 1er janvier 2024, Provins est catégorisée centre urbain intermédiaire, selon la nouvelle grille communale de densité à sept niveaux définie par l'Insee en 2022.
Elle appartient à l'unité urbaine de Provins, une agglomération intra-départementale regroupant trois  communes, dont elle est ville-centre,,. Par ailleurs la commune fait partie de l'aire d'attraction de Paris, dont elle est une commune de la couronne,. Cette aire regroupe 1 929 communes,.

### Lieux-dits et écarts
La commune compte 76 lieux-dits administratifs répertoriés consultables ici.

### Occupation des sols
En 2018, le territoire de la commune se répartit en 56,5 % de terres arables, 25,3 % de zones urbanisées, 9 % de zones industrielles commercialisées et réseaux de communication, 4,5 % de forêts, 3,8 % de zones agricoles hétérogènes et 0,8 % de prairies.

### Logement
En 2016, le nombre total de logements dans la commune était de 6 216 dont 32,4 % de maisons et 66,8 % d’appartements.
Parmi ces logements, 86,8 % étaient des résidences principales, 2,1 % des résidences secondaires et 11,2 % des logements vacants.
La part des ménages propriétaires de leur résidence principale s’élevait à 30,7 % contre 66,7 % de locataires, dont 34,6 % de logements HLM loués vides (logements sociaux) et 2,7 % logés gratuitement.

## Toponymie

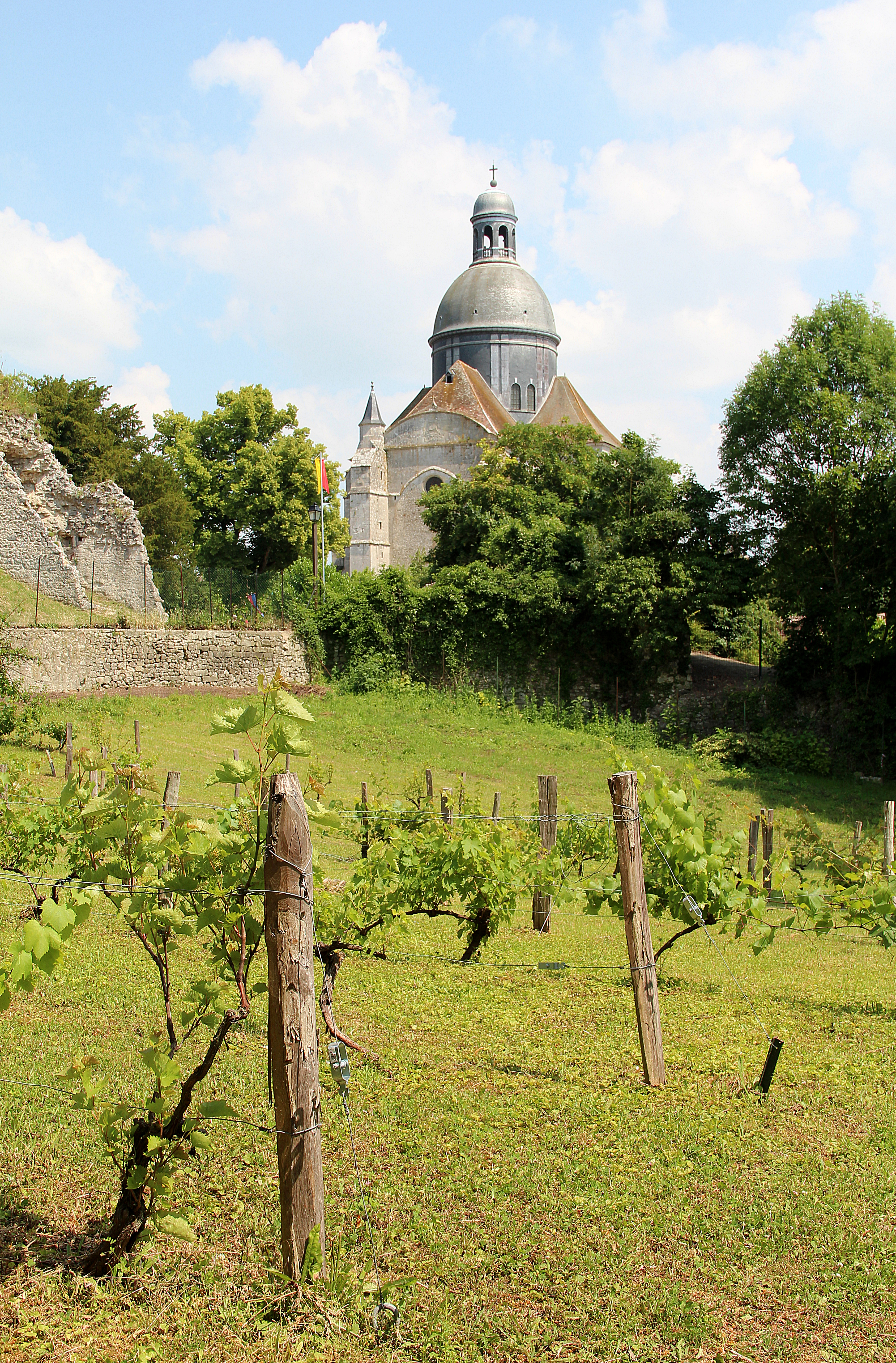
Le vignoble de la rue de la Pie.

Le nom de la localité est attesté sous les formes Pagus Provinensis en 802 ; Castris Pruvinis (« château de Profunda ») au IXe siècle ; Pruviniacum comitis Stephani celebre castellum en 1095 ; Provignum vers 1122 ; Provigniacum vers 1147 ; Castellum Pruvini vers 1172 ; Pruvignum en 1211 ; Pruvinum en 1214 ; Pruvinum en 1231 ; Provins en 1250 ; Prouvinz en 1263 ; Prouvins le Chastel au XIIIe siècle.
D'après une légende, Provins tiendrait son nom des vignes de Probus « Probi vinum » : Probus, alors légat romain, se serait arrêté dans la cité vers 271, ce qu'aucune source ne confirme. Devenu empereur (276-282), il prit selon les historiens Aurelius Victor et Eutrope des mesures autorisant la culture de la vigne en Gaule, annulant de ce fait l'édit de Domitien promulgué près de deux siècles plus tôt, (un « provin » est un rejeton d'un cep de vigne destiné au marcottage).
En réalité, Probus est un nom de personne latin assez fréquent que l'on croit effectivement reconnaître dans la forme initiale du toponyme, mais dans ce cas suivi du suffixe à la fois gaulois et latin -inum. Homonymie probable avec Provin (Nord).
Remarque : le [b] intervocalique du latin est régulièrement passé à [v] en langue d'oïl, d'où latin probare > ancien français prover > prouver.

## Histoire
Des traces d'occupation témoignent d'une présence humaine sur le site dès le paléolithique.

### Période romaine
Durant l'époque gallo-romaine, Provins est associé à deux importants axes régionaux : la route de Soissons à Troyes vers le nord, et la route vers Sens en direction du sud-ouest. La partie correspondant à l'actuelle "ville haute" aurait été transformée en place forte (castrum) sous l’occupation romaine.

### Moyen Âge et époque moderne

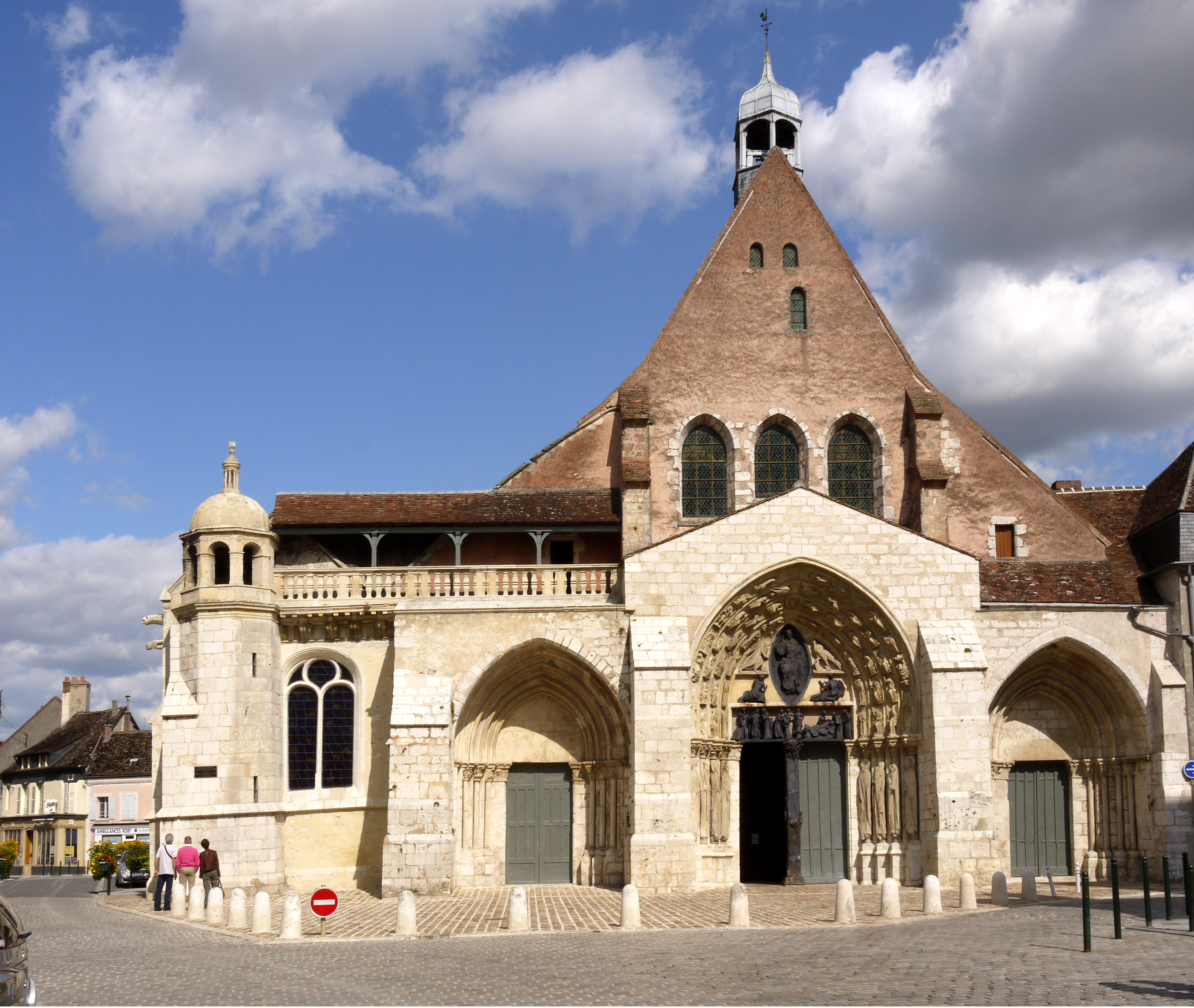
Les premières foires ont lieu devant l'église Saint-Ayoul.

En l'an 485 et après sa victoire à Soissons, Clovis s'empare du castrum romain de Provins.
Témoignant déjà d'une certaine importance, dès le début du IXe siècle, Charlemagne y envoie ses missi dominici. Autre preuve d'un rôle majeur : Provins frappe sa propre monnaie, « le denier provinois ».
À partir du Xe siècle, les seigneurs de Provins sont les comtes de Blois.
Provins est devenue à cette époque la troisième ville de l'ancien royaume des Francs, après Paris et Rouen. Provins fut au Moyen Âge l'une des villes abritant les plus grandes foires de Champagne, lorsque la ville était sous la protection des comtes de Champagne. C'est sûrement cette période qui laissa le plus de traces sur Provins.
Le roi Philippe le Bel se rend plusieurs fois à Provins notamment en 1289 et 1298. Ces voyages sont ruineux pour les habitants, le roi faisant à plusieurs reprises des levées d’impôts considérables sur la ville qui ne font qu’accroître la désertion de Provins et mettent un terme à sa prospérité. En octobre 1307, les Templiers qui demeuraient à Provins furent arrêtés et emprisonnés au château de Melun.
En 1359, Édouard, roi d'Angleterre, assiège sans succès Provins. Charles le Mauvais, roi de Navarre, s'empara deux fois de Provins, en 1361 puis en 1378. Le duc de Berry, frère de Charles V, vint faire le siège de cette ville et les Navarrois capitulèrent. En 1417, Philippe, duc de Bourgogne, occupa Provins militairement et s'en empara. La nuit du 2 octobre 1432, les Anglais entrèrent dans la ville par la porte au Pain à l'aide d'échelles de corde. Nicolas Girème, commandeur de l'ordre de Malte, aidé de Denis de Chailly, bailli de Meaux, assiégèrent les Anglais qui furent momentanément chassés puis revinrent saccager la ville.
Enfin la cité provinoise tint sa place dans l'histoire nationale quand, le 3 août 1429, au milieu de sa cour et en présence de Jeanne d'Arc, Charles VII récemment couronné, assista à la messe en la collégiale Saint-Quiriace.
D'après les lettres patentes de Louis XI, la ville conservait bien ses privilèges, notamment pour attirer les marchands étrangers. Le roi lui-même visita la ville de Provins les 21 et 22 juin 1479, avant d'aller à Dijon.
Henri IV assiège Provins en 1590 ; la ville avait pris le parti de la Ligue contre le roi et reçut une amende de 8 000 écus d'or au soleil. Un second siège fut mené pendant trois jours en 1592.
En 1617, Louis XIII porte confirmation des trois foires de la ville de Provins ainsi que de leurs franchises et de leurs privilèges. La première, appelée la foire de May, précède le jour de l'Ascension durant quarante-six jours ; la seconde, la foire saint Ayoul, durant du 14 septembre au jour de la Toussaint ; et la troisième, la foire saint Martin, qui commence le jour de la saint André et dure jusqu'à la fin du mois de décembre.

### XIXesiècle
Lors de la guerre franco-allemande de 1870, la ville est occupée par les Allemands et souffre de nombreuses réquisitions. Le 27 août 1870, avec les rumeurs de l'avancée des Prussiens, la panique s'empare de la population et le train de 13 h 30 est encombré de fuyards. Les Provinois cachent dans les souterrains de la ville de grandes quantités de provisions, linge, mobilier, etc. À partir du 12 septembre 1870, de nombreuses troupes sont de passage à Provins, notamment le 15 septembre où le prince Albrecht, frère du roi de Prusse, y loge une nuit.

### XXesiècle
Durant la Première Guerre mondiale, les troupes allemandes furent arrêtées à ses portes par la 5e armée française, qui contre-attaqua à partir du 5 septembre 1914.
Entre 1964 et 1974, le quartier de Champbenoist est bâti dans les faubourgs sud de la ville. Il s'agit d'un grand ensemble classé quartier prioritaire, qui compte 2 830 habitants en 2020 et dont la moitié vit sous le seuil de pauvreté,.

## Politique et administration

### Rattachements administratifs et électoraux

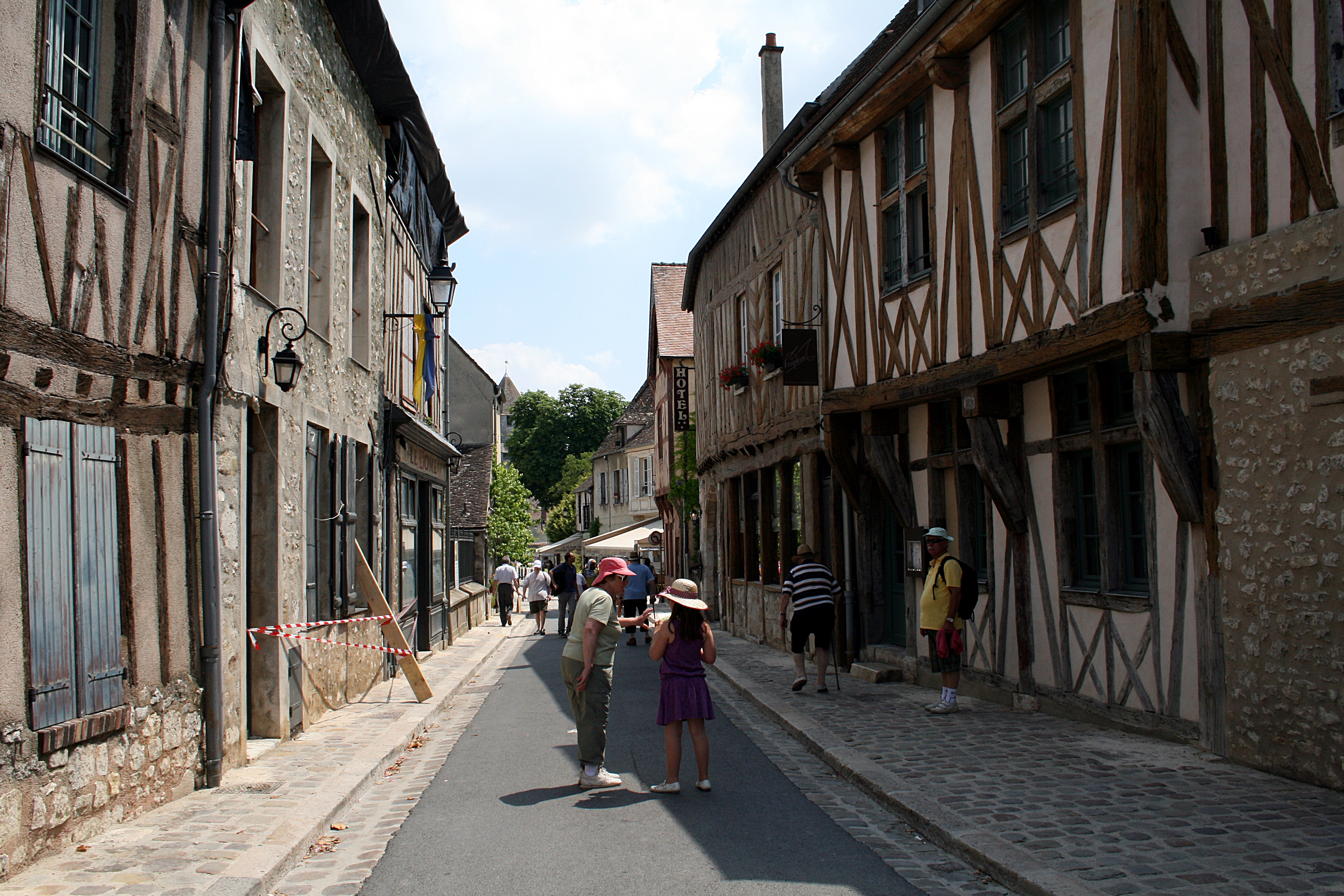
La rue Couverte et ses anciennes maisons à colombages.

La commune est le chef-lieu de l'arrondissement de Provins du département de Seine-et-Marne, en région Île-de-France. Pour l'élection des députés, elle dépend depuis 1958 de la quatrième circonscription de Seine-et-Marne.
Elle était le chef-lieu du canton de Provins. Dans le cadre du redécoupage cantonal de 2014 en France, Provins devient le bureau centralisateur de ce canton, passé de 15 à 82 communes.

### Intercommunalité
Provins est le siège de la communauté de communes du Provinois, créée le 20 décembre 2003.

### Liste des maires
| Période      | Période                   | Identité         | Étiquette    | Qualité |
| ------------ | ------------------------- | ---------------- | ------------ | --- |
| 14 juin 1940 | 12 juillet 1940           | M. Labarre       |              | |
| 1940         | mai 1941                  | Fernand Augé     | Rad.         | |
| mai 1941     | mai 1953                  | Lucien Osselin   |              | Industriel Nommé conseiller départemental en 1943 |
| mai 1953     | 1963                      | Léon Henry       | DVD          | Opticien Conseiller général de Provins (1955 → 1967) |
| 1963         | mars 1965                 | André Dujeu      | DVG          | Professeur, syndicaliste |
| mars 1965    | mars 1997 (démission)     | Alain Peyrefitte | UDR puis RPR | Sénateur de Seine-et-Marne (1995 → 1999) Député de Seine-et-Marne (4e circ.) (1968 → 1973 puis 1982 → 1995)                                                              |
| avril 1997   | mars 2001                 | Robert Chevalier | RPR          | |
| mars 2001    | août 2002                 | Christian Jacob  | RPR puis UMP | Exploitant agricole Député de Seine-et-Marne (4e circ.) (1995 → 2002) |
| août 2002    | avril 2006                | Françoise Depret | UMP          | |
| avril 2006   | juillet 2017              | Christian Jacob  | UMP-LR       | Exploitant agricole Député de Seine-et-Marne (4e circ.) (2007 → ) Président de la CC du Provinois (2004 → 2017) Démissionnaire à la suite de sa réélection comme député. |
| juillet 2017 | En cours (au 24 mai 2020) | Olivier Lavenka  | LR           | Collaborateur parlementaire Conseiller départemental de Provins (2015 → ) Président de la CC du Provinois (2017 → ) Réélu pour le mandat 2020-2026                       |

### Jumelage et coopération
| Ville | Ville           | Pays | Pays      | Période               |
| ----- | --------------- | ---- | --------- | --------------------- |
|       | Bendorf         |      | Allemagne |                       |
|       | Waldenbuch      |      | Allemagne |                       |
|       | Xian de Pingyao |      | Chine     | depuis septembre 2005 |

## Démographie

### Évolution démographique
Ses habitants sont appelés les Provinois.
L'évolution du nombre d'habitants est connue à travers les recensements de la population effectués dans la commune depuis 1793. Pour les communes de plus de 10 000 habitants les recensements ont lieu chaque année à la suite d'une enquête par sondage auprès d'un échantillon d'adresses représentant 8 % de leurs logements, contrairement aux autres communes qui ont un recensement réel tous les cinq ans,.

En 2022, la commune comptait 11 824 habitants, en évolution de −0,3 % par rapport à 2016 (Seine-et-Marne : +3,92 %, France hors Mayotte : +2,11 %).
| 1793  | 1800  | 1806  | 1821  | 1831  | 1836  | 1841  | 1846  | 1851  |
| ----- | ----- | ----- | ----- | ----- | ----- | ----- | ----- | ----- |
| 5 620 | 5 503 | 5 492 | 5 104 | 5 665 | 6 007 | 6 961 | 7 229 | 7 256 |

| 1856  | 1861  | 1866  | 1872  | 1876  | 1881  | 1886  | 1891  | 1896  |
| ----- | ----- | ----- | ----- | ----- | ----- | ----- | ----- | ----- |
| 7 764 | 7 547 | 7 596 | 7 277 | 7 593 | 7 728 | 8 240 | 8 340 | 8 855 |

| 1901  | 1906  | 1911  | 1921  | 1926  | 1931  | 1936  | 1946  | 1954  |
| ----- | ----- | ----- | ----- | ----- | ----- | ----- | ----- | ----- |
| 8 794 | 8 664 | 8 726 | 7 926 | 8 845 | 9 029 | 9 226 | 9 386 | 9 557 |

| 1962   | 1968   | 1975   | 1982   | 1990   | 1999   | 2006   | 2011   | 2016   |
| ------ | ------ | ------ | ------ | ------ | ------ | ------ | ------ | ------ |
| 10 310 | 11 432 | 12 341 | 12 065 | 11 608 | 11 667 | 11 871 | 12 206 | 11 859 |

| 2021   | 2022   | - | - | - | - | - | - | - |
| ------ | ------ | - | - | - | - | - | - | - |
| 11 958 | 11 824 | - | - | - | - | - | - | - |

### Répartition
| Type d'occupation           | Pourcentage | Superficie (en hectares) |
| --------------------------- | ----------- | ------------------------ |
| Espace urbain construit     | 25,93 %     | 382,41                   |
| Espace urbain non construit | 6,85 %      | 101,08                   |
| Espace rural                | 67,21 %     | 991,21                   |
| Source : Iaurif             |             |                          |

## Équipements et services

### Transports urbains
Provins est desservie par deux gares (Champbenoist - Poigny et Provins). Toutes deux étant sur la branche Paris - Provins de la ligne P du Transilien.
Une fois par an, les journées vapeur de l'Association de jeunes pour l'entretien et la conservation des trains d'autrefois (AJECTA) sont l'occasion de faire rouler des trains tractés par d'anciennes locomotives à vapeur entre la gare de Provins et la gare de Longueville (Musée vivant du chemin de fer).
Le réseau de bus Provinois - Brie et Seine dessert la ville de Provins et ses environs et est complété par des offres de transport à la demande. Un mini-train dessert également la commune.
Il existe trois gares routières : celle située à côté de la gare de Provins, celle en centre-ville nommée elle aussi Gare routière et la station de bus de l'office de tourisme.

### Enseignement
Dans la ville basse se trouvent les écoles maternelles Raymond-Louis et des Coudoux (qui accueille aussi une section élémentaire) ainsi que les écoles élémentaires Désiré-Laurent, et des Marais.
Les établissements scolaires de la ville haute sont : l'école maternelle Ville Haute, le collège Lelorgne de Savigny, l'Institution Sainte-Croix, et le lycée Thibaut-de-Champagne.
Les établissements scolaires du quartier de Champbenoist sont : deux écoles maternelles, celle du Terrier Rouge et celle de la Voulzie ; deux collèges, le collège Jules-Verne et le collège Marie-Curie ; enfin, le lycée Les Pannevelles, qui est juste en face de l'hôpital. Ce lycée polyvalent (filières professionnelle, technologique et générale) est également lycée des métiers du bâtiment et des travaux publics. Entièrement reconstruit entre 2007 et 2011, le lycée s'étend sur 22 hectares.
Un enseignement supérieur lié au secteur touristique est aussi présent grâce au CFA UTEC Provins, géré par la CCI du département de Seine-et-Marne. Ce CFA est lié à l'Université Marne-la-Vallée et certaines classes occupent des salles dans le Couvent des Cordelières.

### Sports
Un tournoi international de rugby à XV est organisé annuellement : Les médi'ovales. Ce tournoi organisé par le club a déjà reçu la Nouvelle-Zélande, l'Afrique du Sud, la Russie, l'Angleterre, l'Irlande, l'Écosse, la Roumanie, l'Italie... en tout, 14 pays. Le club de Provins est fort de 270 membres et a déjà gagné deux titres de champion de France jeunes (en catégorie Juniors).
Avec bientôt un nouveau Centre Aquatique, Provins Natation est en pleine expansion. En été 2011, un de ses nageurs a même remporté la Coupe de France d'eau libre (natation en milieu naturel) en catégorie de jeune[réf. nécessaire]. Avec 250 licenciés, cette association s'annonce comme une des plus grosses de la ville dans les années à venir[réf. nécessaire].

### Santé
La ville possède un hôpital, le centre hospitalier Léon Binet, sur les hauteurs en face de la vieille ville. Il fut créé en 1974 et employait environ un millier de personnes.
De plus, une clinique, la clinique Saint-Brice, se trouve sur la commune limitrophe du même nom. En 2023, reçoit l'ordre de fermeture du service de chirurgie de la part de l'Agence Régionale de Santé (ARS) d'Ile-de-France. Elle lui reprochait, après dénonciation anonyme et contrôle inopiné, des défaillances règlementaires, mais sans conséquences, de son service d’anesthésie dus au manque de médecins dans cette spécialité. Ce sont donc 50 lits en moins pour la ville et le provinois.

### Marché

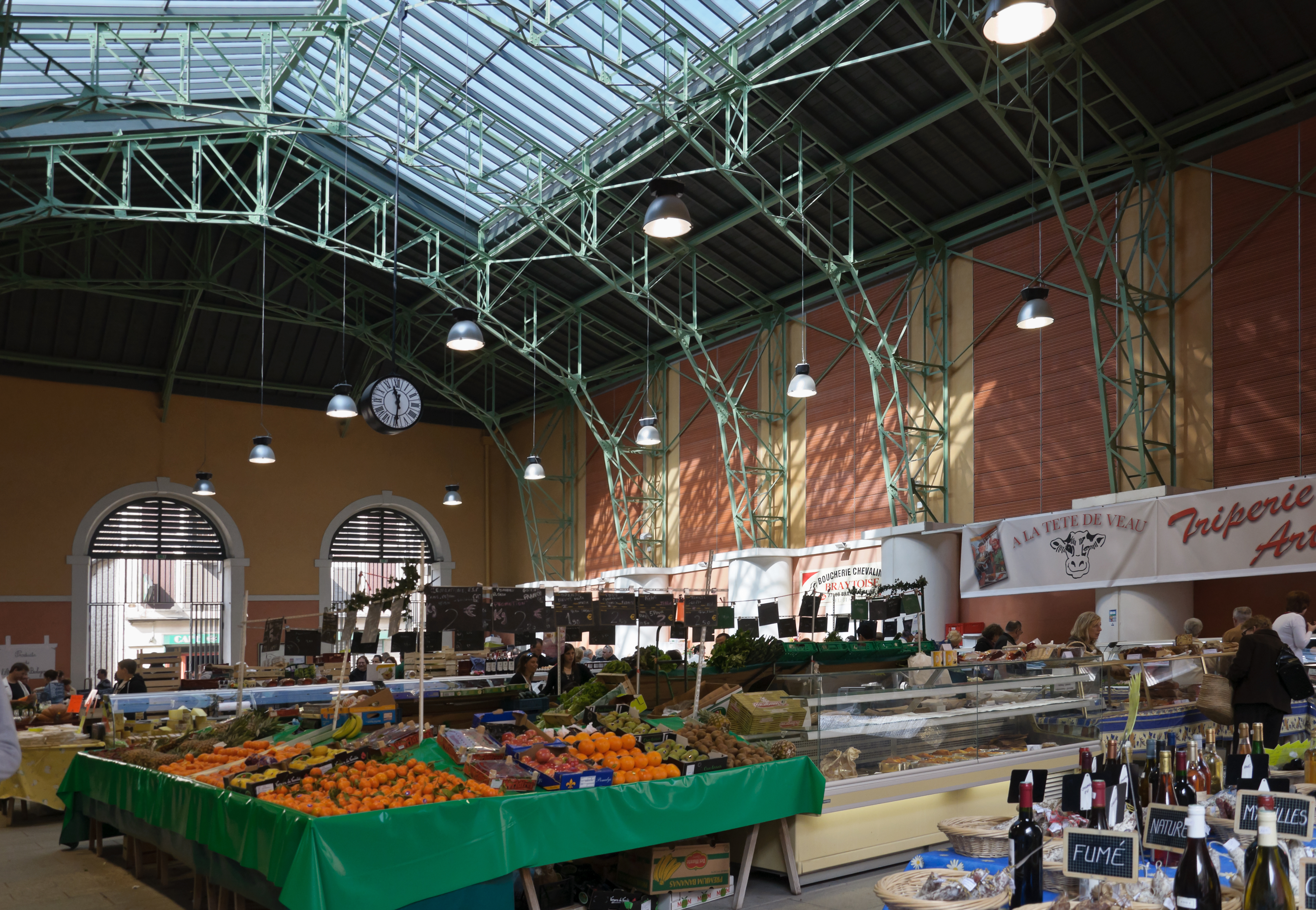
Marché couvert sous la halle du Minage.

- Marché couvert sous la halle du Minage, le mercredi matin.
- Sous la halle du Minage, sur la place Saint-Ayoul et dans les rues adjacentes, tous les samedis matin.

Une halle du minage existe depuis le XIIe siècle à Provins. Elle appartenait alors au prieuré de Saint-Ayoul, et tire son nom du « droit de minage » perçu pour le mesurage des grains et autres marchandises vendus sur les foires et les marchés. Reconstruit en 1810, ce bâtiment servait de gymnase puis de salle des fêtes depuis une cinquantaine d'années. La halle du Minage est redevenue un lieu de commerce et de marché en 2008, après un an de travaux qui n'ont conservé que les quatre murs et la charpente. Le dallage a été refait, une grande verrière a été ajoutée.

## Médias

### Littérature
Le roman d'Honoré de Balzac : Pierrette, 1840 se déroule entièrement à Provins.
Le roman de Viviane Moore, Vert de gris, se situe également dans Provins au temps des foires sous Henri le libéral.
Victor Hugo écrit à propos de Provins en 1835 : « Il y a quatre églises, une porte de ville fort belle, un donjon avec quatre tourelles en contreforts, et une enceinte de murailles et de tours ruinées, le tout répandu de la façon la plus charmante sur deux collines baignées jusqu’à mi-côte dans les arbres ».
Umberto Eco décrit les souterrains de Provins ainsi que la Grange-aux-Dîmes dans son roman Le Pendule de Foucault.
L'intrigue du livre d'Hervé Picart intitulé L'orgue de quinte se déroule à Provins.
Le chanteur Dominique A, natif de la ville — et qui lui avait déjà consacré la chanson Rue des Marais en 2006 — écrit l'ouvrage autobiographie Y revenir à propos de Provins ; publié aux éditions Stock en 2012.

### Cinéma et télévision
La ville sert régulièrement de lieu de tournage, allant des épisodes de série comme Highlander ou Sydney Fox, l'aventurière à des tournages de films comme Au revoir les enfants de Louis Malle. Quelques passages de l'émission L'amour est dans le pré y ont aussi été tournés.
La cité médiévale a également servi de cadre à l'émission Des Racines et des Ailes, magazine sur l'âge d'or de l'Europe médiévale, présenté par Louis Laforge, et diffusé sur France 3 le 10 septembre 2008 en première partie de soirée.
Provins a aussi accueilli le jeu télévisé Intervilles lors de la saison 1996, en s'opposant à la ville de Montereau.
La ville haute de Provins, en décors d'arrière-plan, a fait l'objet d'un tournage pour la fiction Draculi & Gandolfi de Guillaume Sanjorge.

## Économie

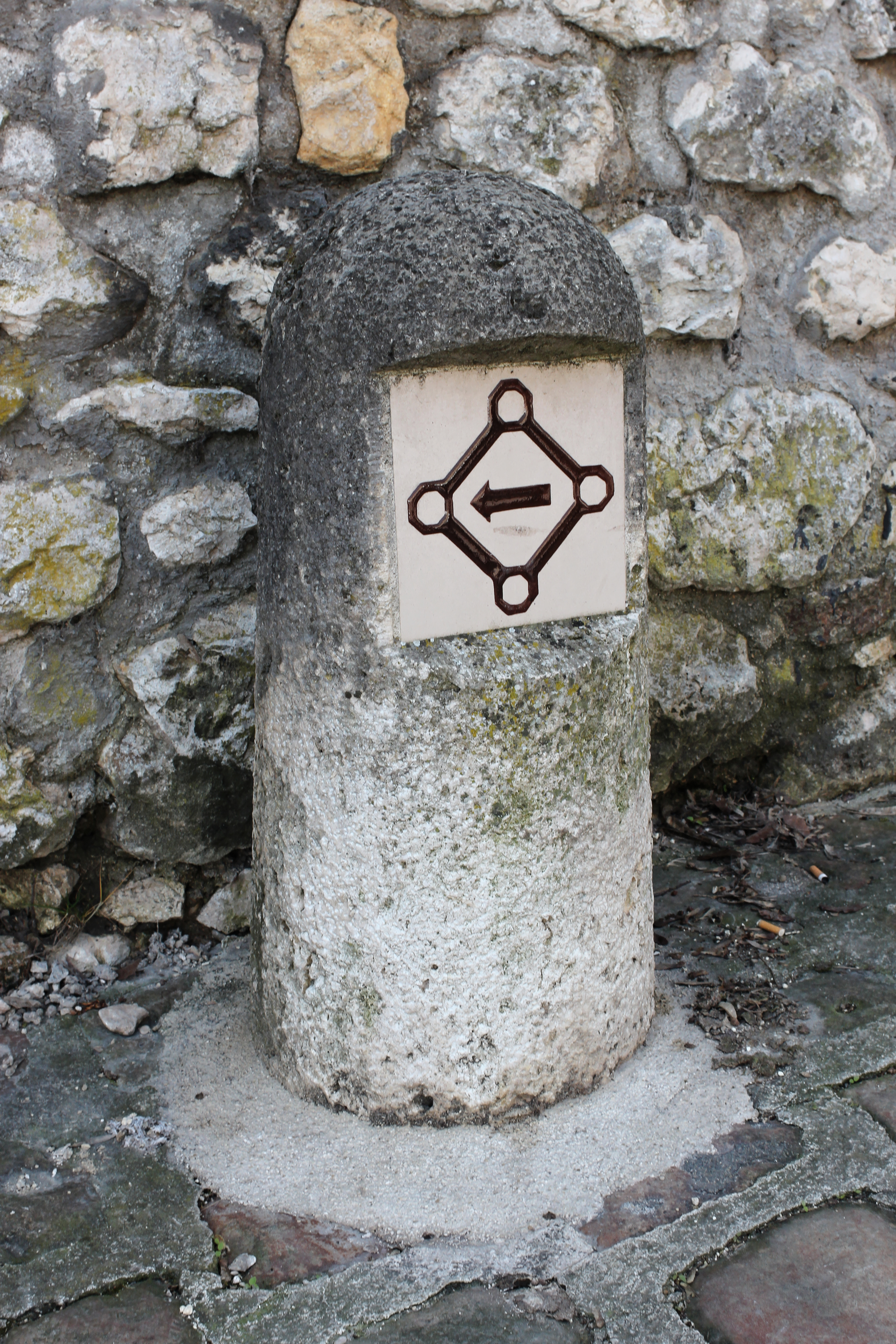
Borne marquant un circuit touristique dans la ville.

Provins est la capitale de la confiserie à la rose, dont les principales spécialités sont la confiture de pétales de rose, le miel à la rose de Provins, les bonbons à la rose ou encore le sirop de rose. La rose de Provins aurait été rapportée des croisades par Thibaut de Champagne . Les roseraies sont encore en activité ; le rosier de Provins, petit buisson rustique et beaucoup plus proche des variétés sauvages que les productions plus récentes, ne se trouve quasiment plus que chez ces producteurs, son aspect peu spectaculaire nuisant à sa diffusion.
Les roses de Provins pouvaient être un des multiples constituants de la thériaque et naturellement des conserves de roses de Provins, inclus dans la pharmacopée maritime occidentale au XVIIIe siècle.
La ville est aussi une destination touristique ; elle a ainsi accueilli 221 000 visiteurs en 2008, soit 9 % de plus qu'en 2007.

## Culture locale et patrimoine

### Patrimoine civil

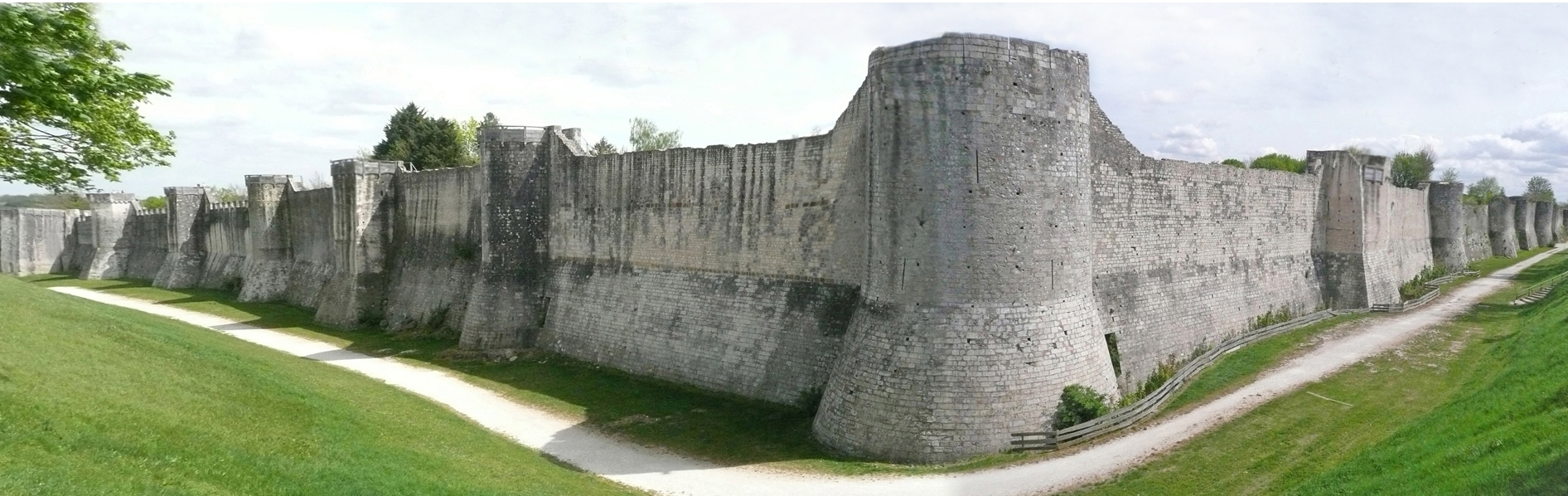
Remparts de Provins.

La ville est inscrite au patrimoine mondial de l'Humanité en 2001.
Provins est célèbre pour ses fortifications médiévales. L'enceinte de la ville haute, longue de 1 200 mètres et comportant 22 tours aux géométries variées, fut construite de 1226 à 1314. Elle reste aujourd'hui la partie la mieux préservée, grâce notamment à plusieurs phases récentes de restauration, et participe grandement à l'attrait touristique de la ville. Concernant la partie en ville basse, elle a subi les assauts du temps mais reste visible à certains endroits, sur le long de la fausse rivière.

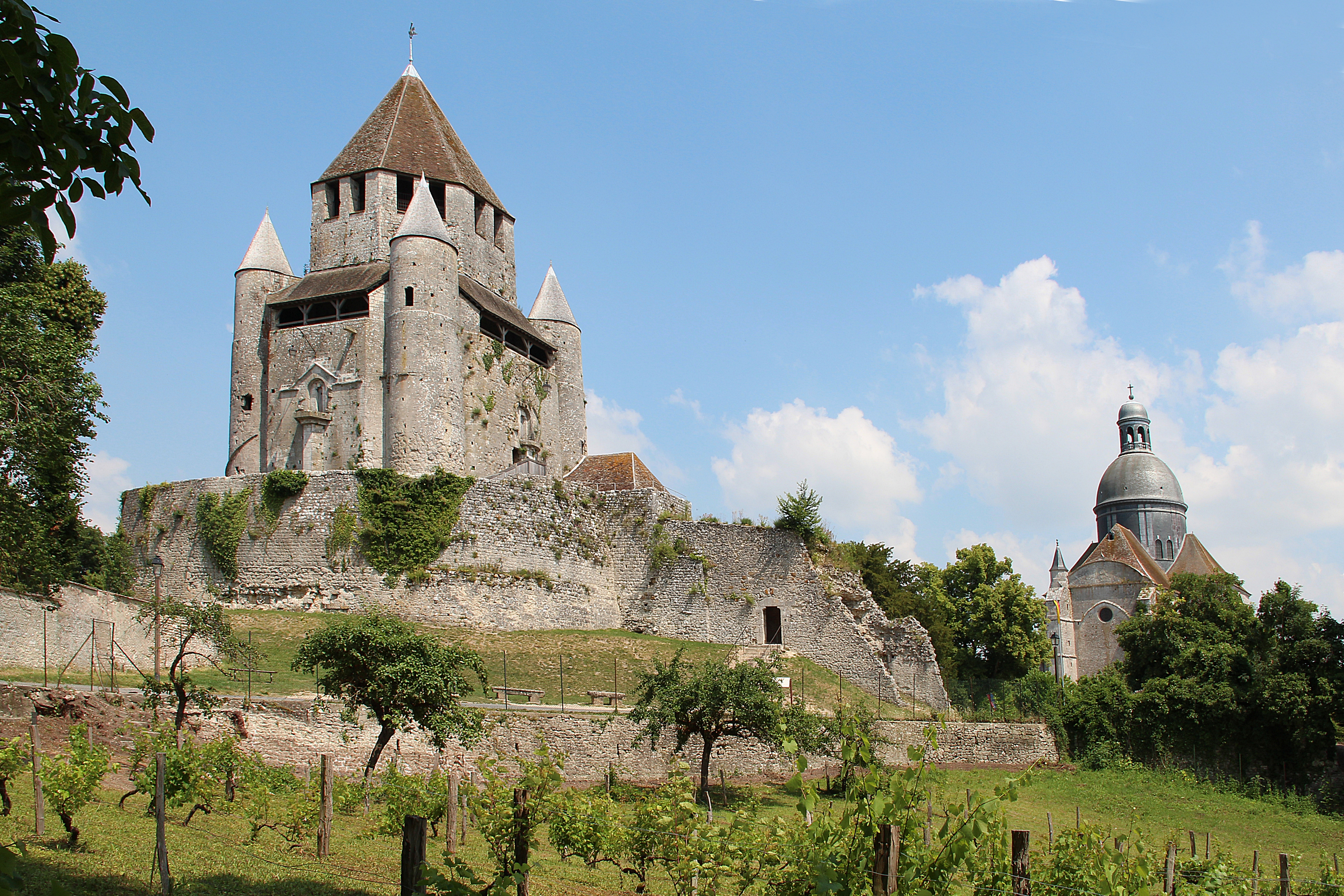
La Tour César et la collégiale Saint-Quiriace.

- Tour César XIIe siècle : seul donjon octogonal à base carrée ; elle est édifiée sur une motte artificielle.
- Les souterrains : le sous-sol de la vieille ville est truffé de souterrains médiévaux que l'on peut visiter, et qui constituent un point d'articulation du développement du roman d'Umberto Eco Le Pendule de Foucault, avec l'autre curiosité touristique qu'est la grange aux dîmes. À l'origine, il s’agissait de carrières dont les matériaux servaient dans la confection de la laine (la cité de Provins, au Moyen Âge, était une importante cité drapière). De ces carrières on extrayait une terre glaise, nommée « terre à foulon », qui permettait de dégraisser la laine : la terre à foulon servait un peu comme du savon. Pour bien en imprégner le drap, il fallait le fouler aux pieds : d’où le nom donné à cette glaise. La terre a également été utilisée pour combler les marais qui se trouvaient à l'emplacement de la ville basse actuelle. Les souterrains ont ensuite servi d'entrepôts pour les marchands, durant les foires du Moyen Âge. Aux XVIIIe et XIXe siècles, certaines parties des souterrains auraient servi de lieux clandestins de réunion pour la loge franc-maçonne de Provins, ou pour des groupes divers (hérétiques ou contre la royauté) pendant la période répressive du Second Empire. Des traces de cette utilisation se voient sur les murs des souterrains, sous forme de graffitis datés ou de dessins ésotériques.
- La grange aux dîmes est une maison de marchand du XIIe siècle. Lors des grandes foires, elle servait de lieu de stockage. Elle est aujourd'hui transformée en musée, et différentes scènes recréent la vie quotidienne au Moyen Âge, à travers différents métiers (marchand, tailleur de pierre, etc.).
- Maison romane : sûrement la plus ancienne maison de Provins (Xe ou XIe siècle), elle abrite le musée du Provinois.
- Tour Notre-Dame-du-Val, rue Vieille Notre-Dame (1544).
- Hostellerie de la Croix d'Or : la plus vieille hostellerie de France (actuellement un restaurant). La façade est restée inchangée depuis sa construction (de 1264 à 1270).
- Hôtel du Vauluisant (XIIIe siècle).
- Les Vieux bains, aujourd'hui appelés La Demeure des Vieux bains, sont le plus ancien lieu de bains de Provins (XIIIe siècle). En 1256, l'endroit ne comprend quasiment que des vieilles pierres ; en 1309, c'est Louis le Hutin qui y fait procéder à de nombreux aménagements : pavement des bains avec des pierres de Paris, installations de fournels, de chaudières et d'étuves… L'endroit devient un lieu important de Provins, où nombreux se retrouvent pour jouir des valeurs curatives qui lui sont attribuées ; il connaît son apogée en 1311. Vers la fin du XVe siècle toutefois, les médecins se mettent à répandre l'idée que les bains sont malfaisants pour le corps : c'est la fin du mythe de la fontaine de Jouvence. Aujourd'hui, Les Vieux Bains, après leur rénovation en 2004, se nomment La Demeure des Vieux-Bains, et sont devenus un lieu d'accueil et de luxe (chambres d'hôtes 4 épis, séminaires, mariages, etc.).
- Le Caveau du Saint-Esprit est un ancien hôpital créé par le comte Henri-le-libéral à la fin du XIIe siècle.
- La chapelle comtale de Provins.

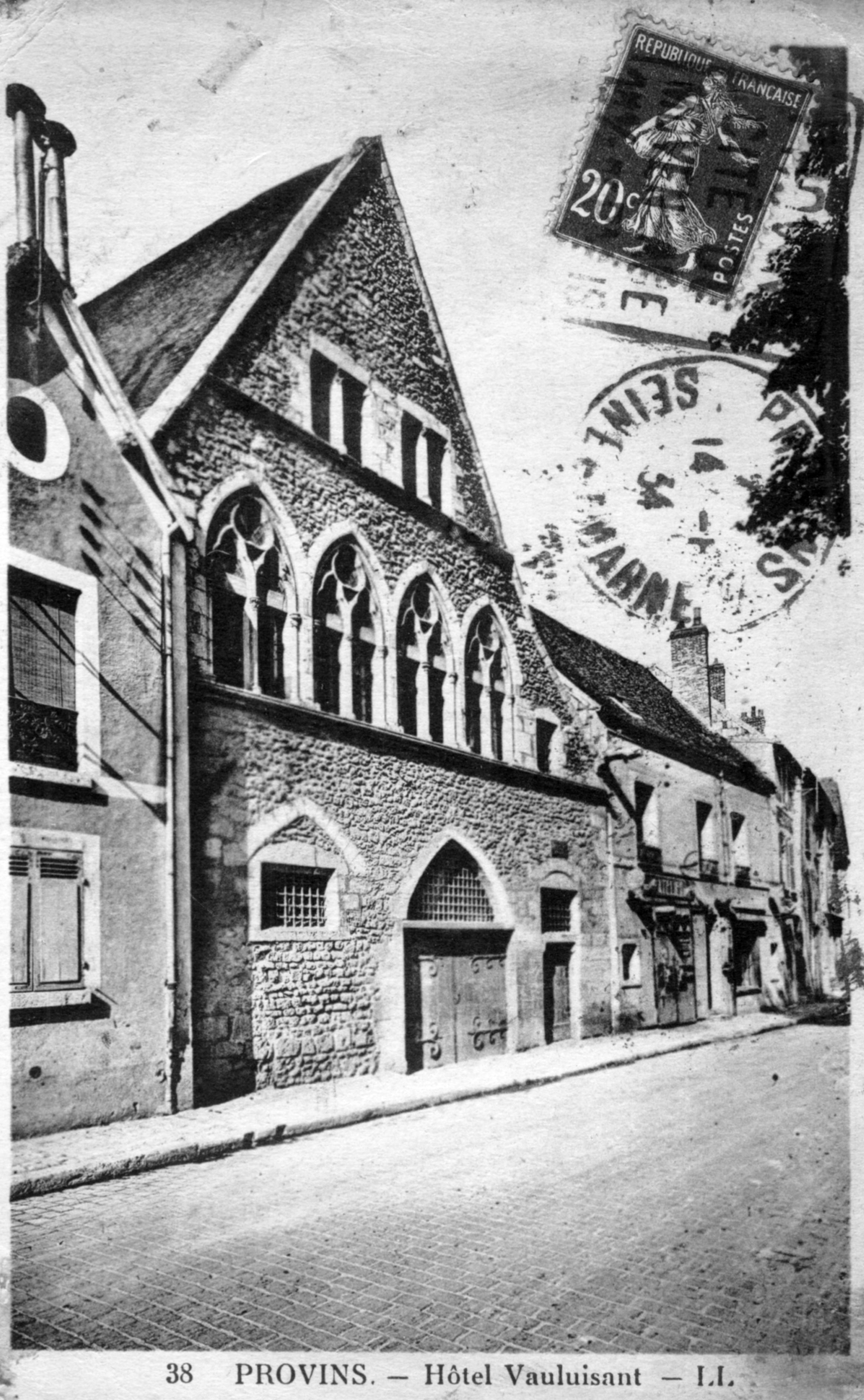
Hôtel de Vauluisant.
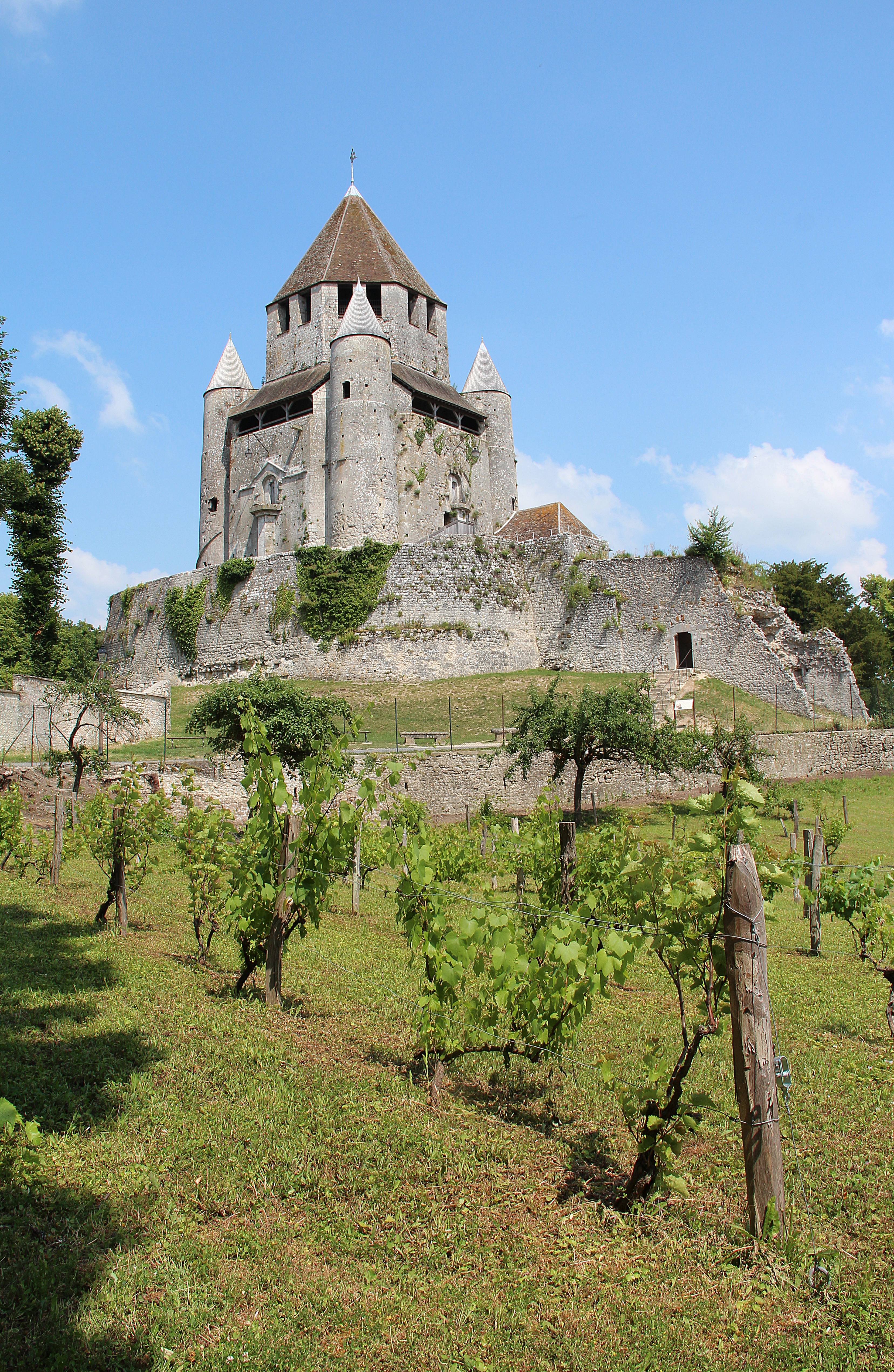
La tour César - XIIe siècle.
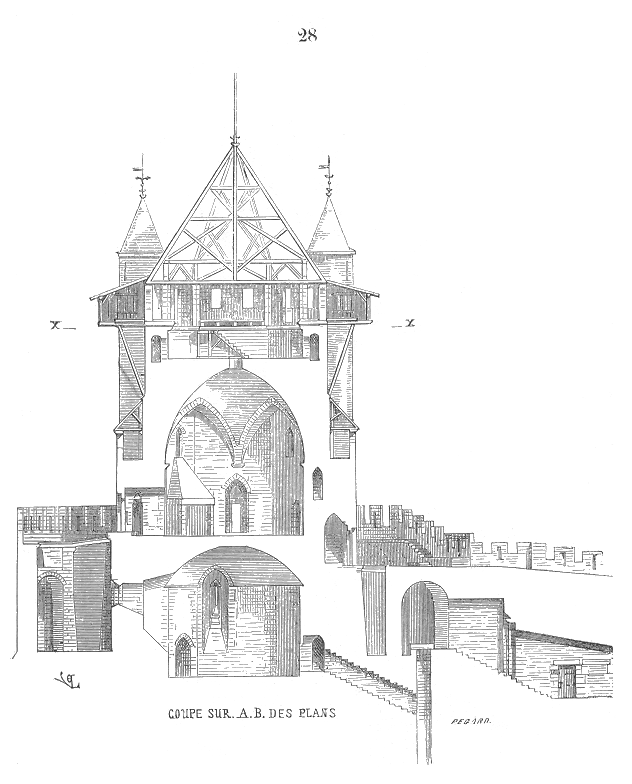
Coupe sur le donjon.
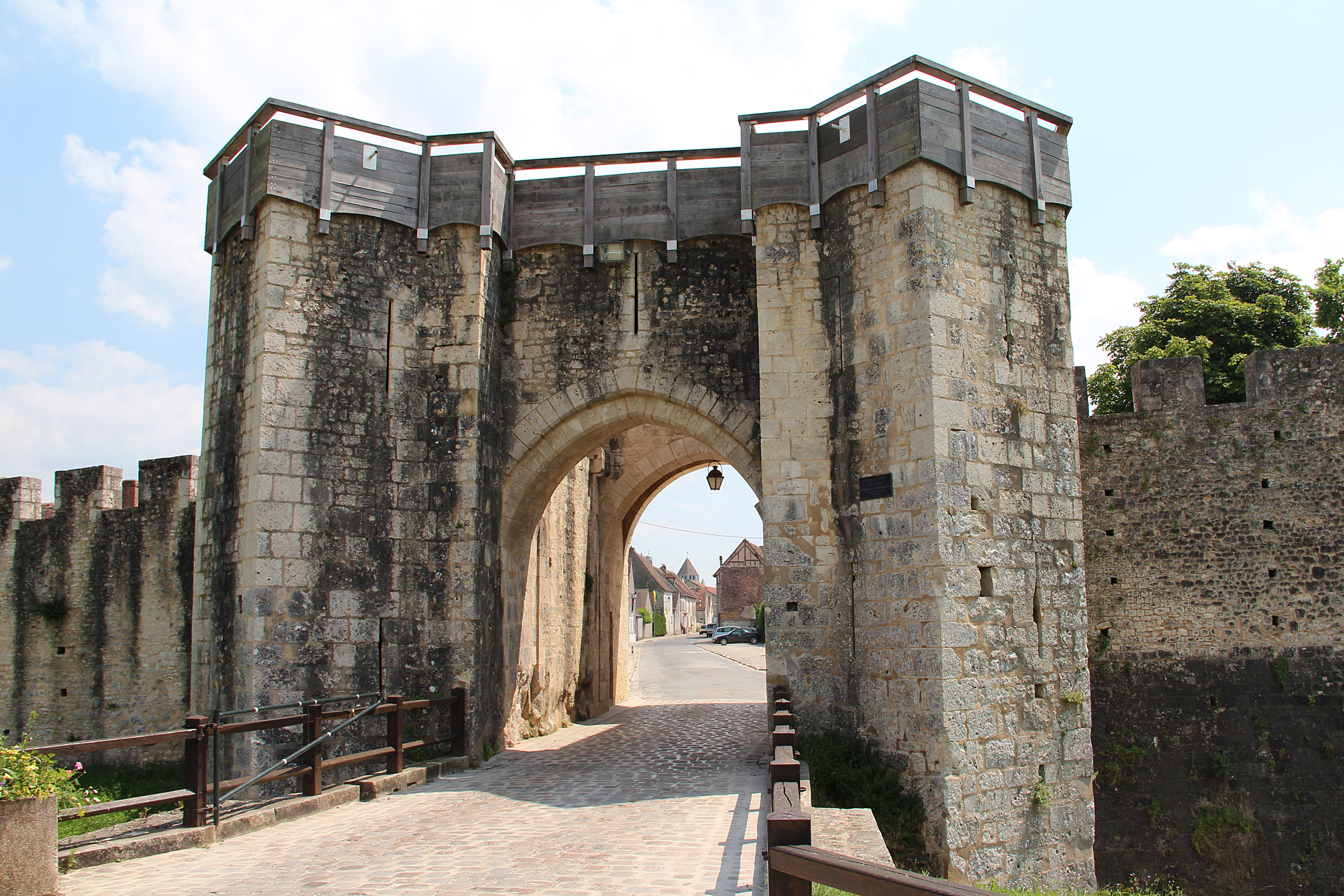
Porte de Jouy - XIIe siècle.
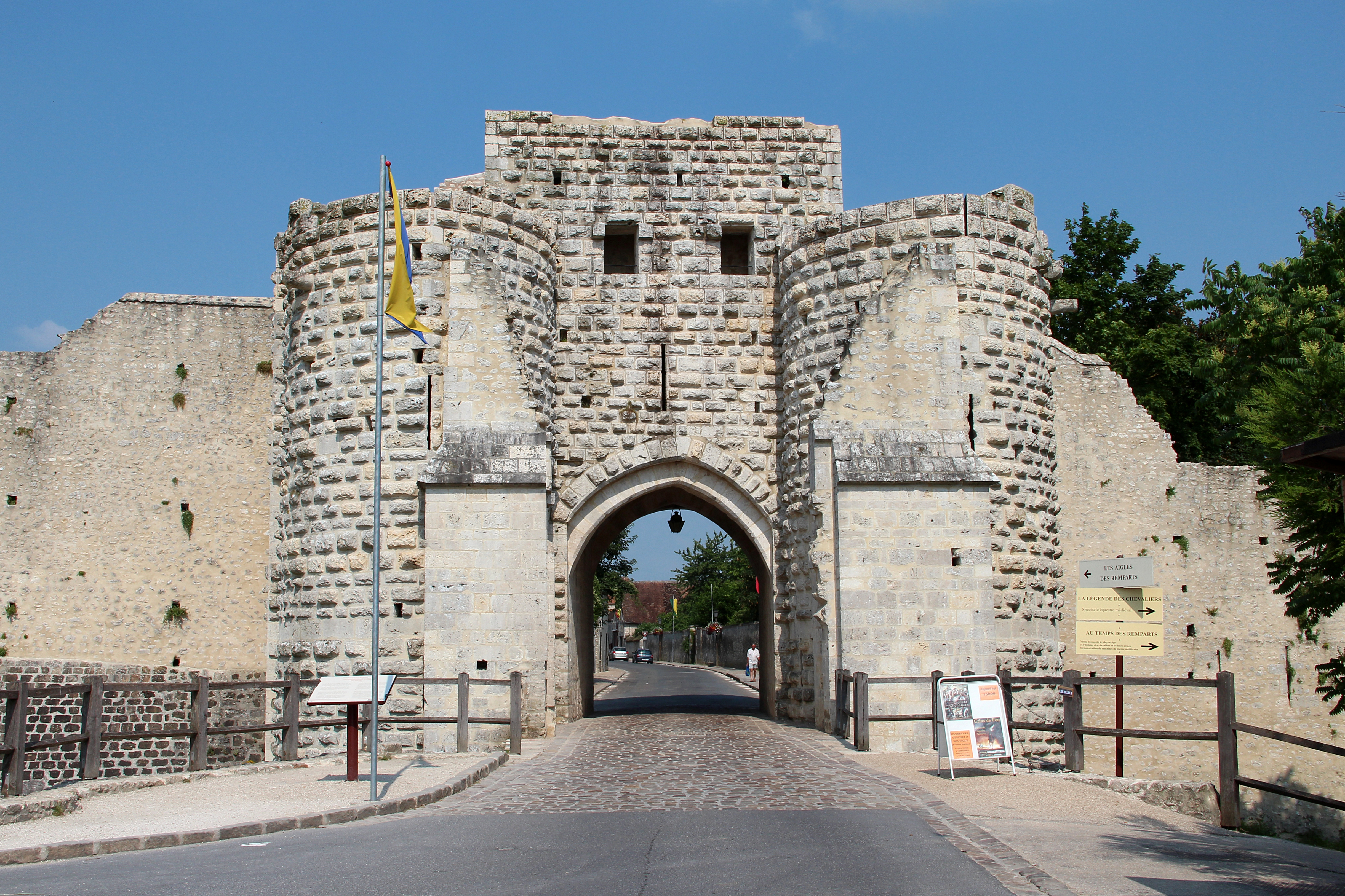
Porte Saint-Jean.
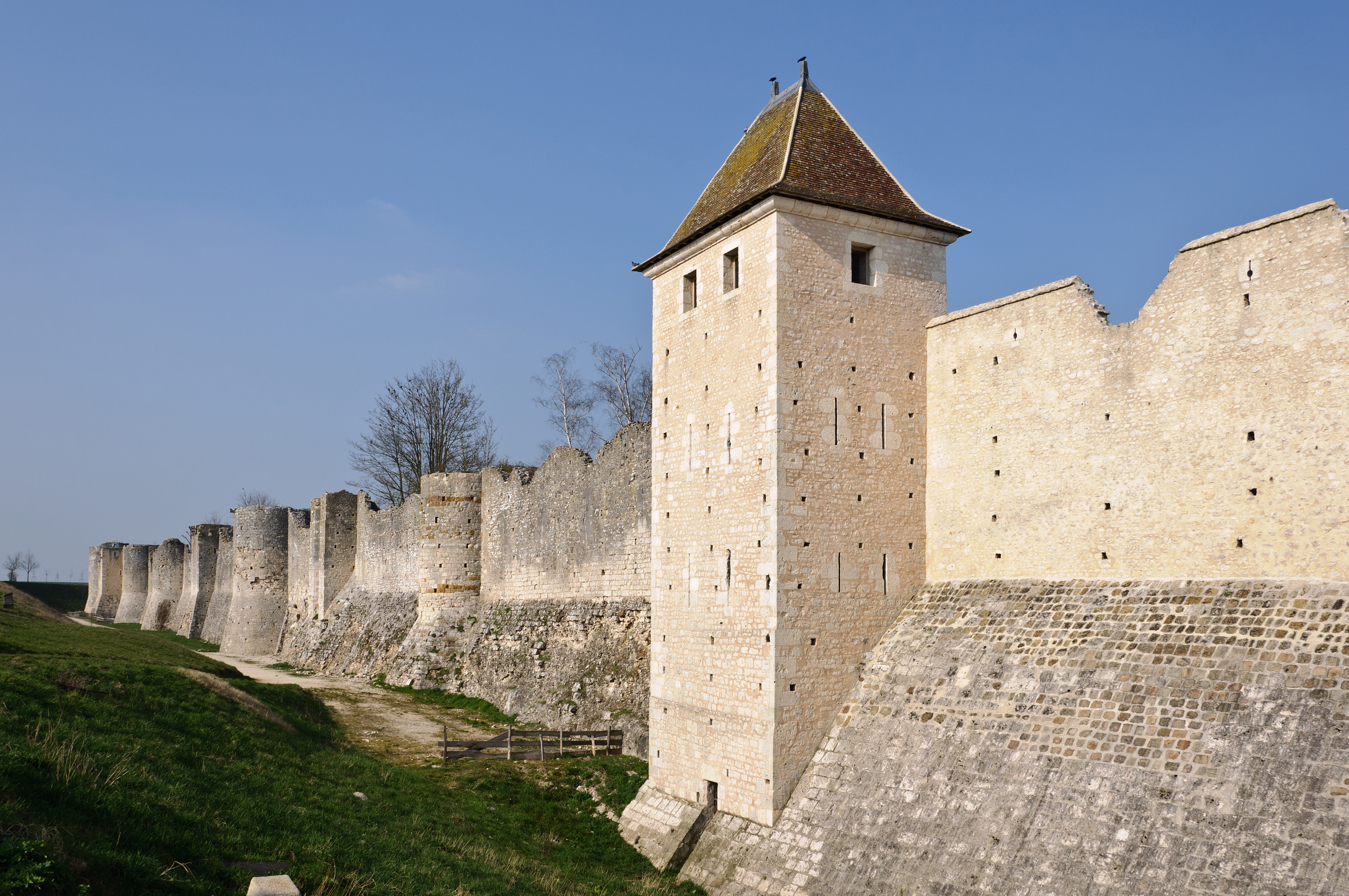
Les remparts, vus de la porte Saint-Jean vers la Tour aux Engins.
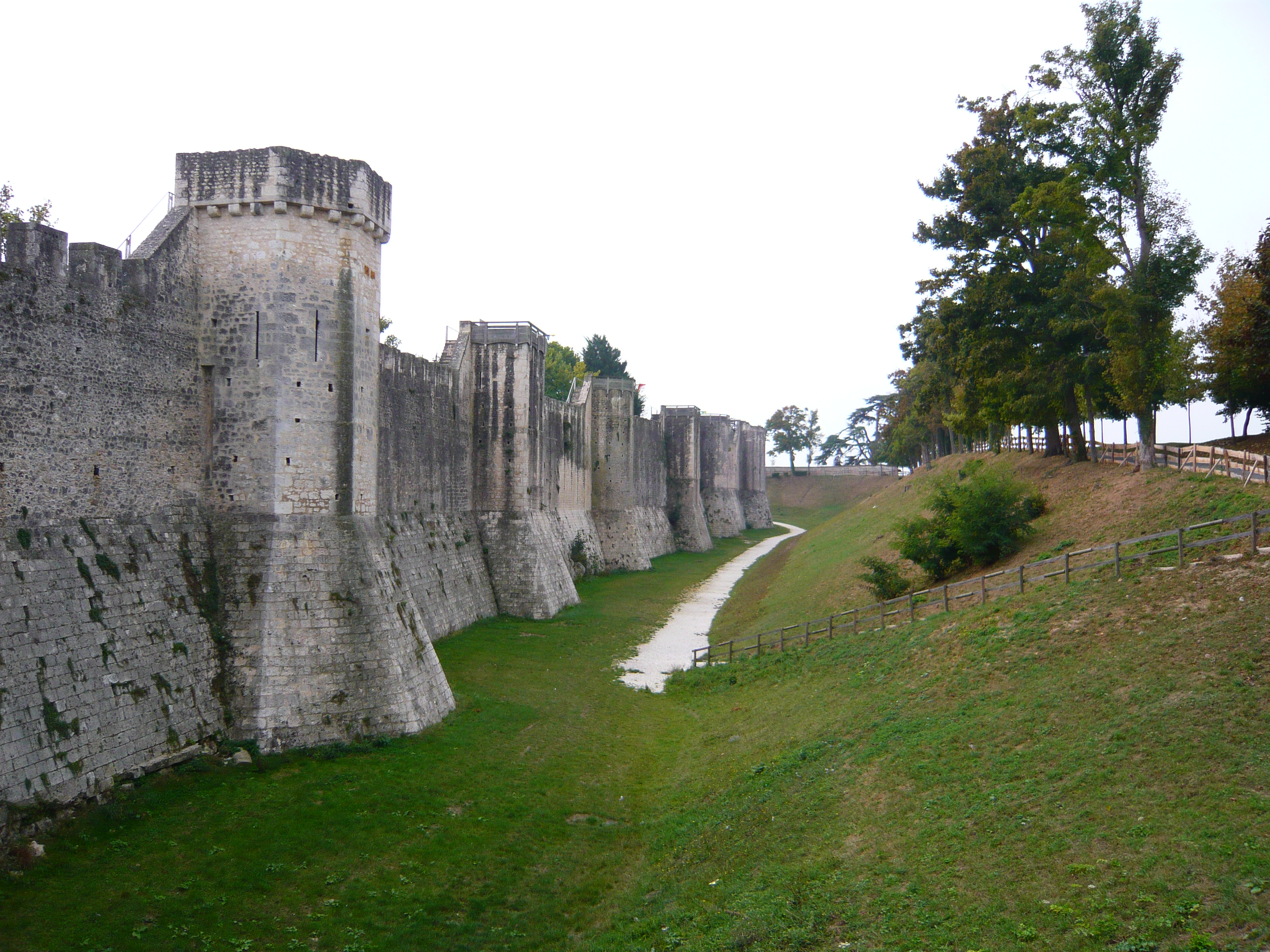
Vue sud-ouest des fortifications.
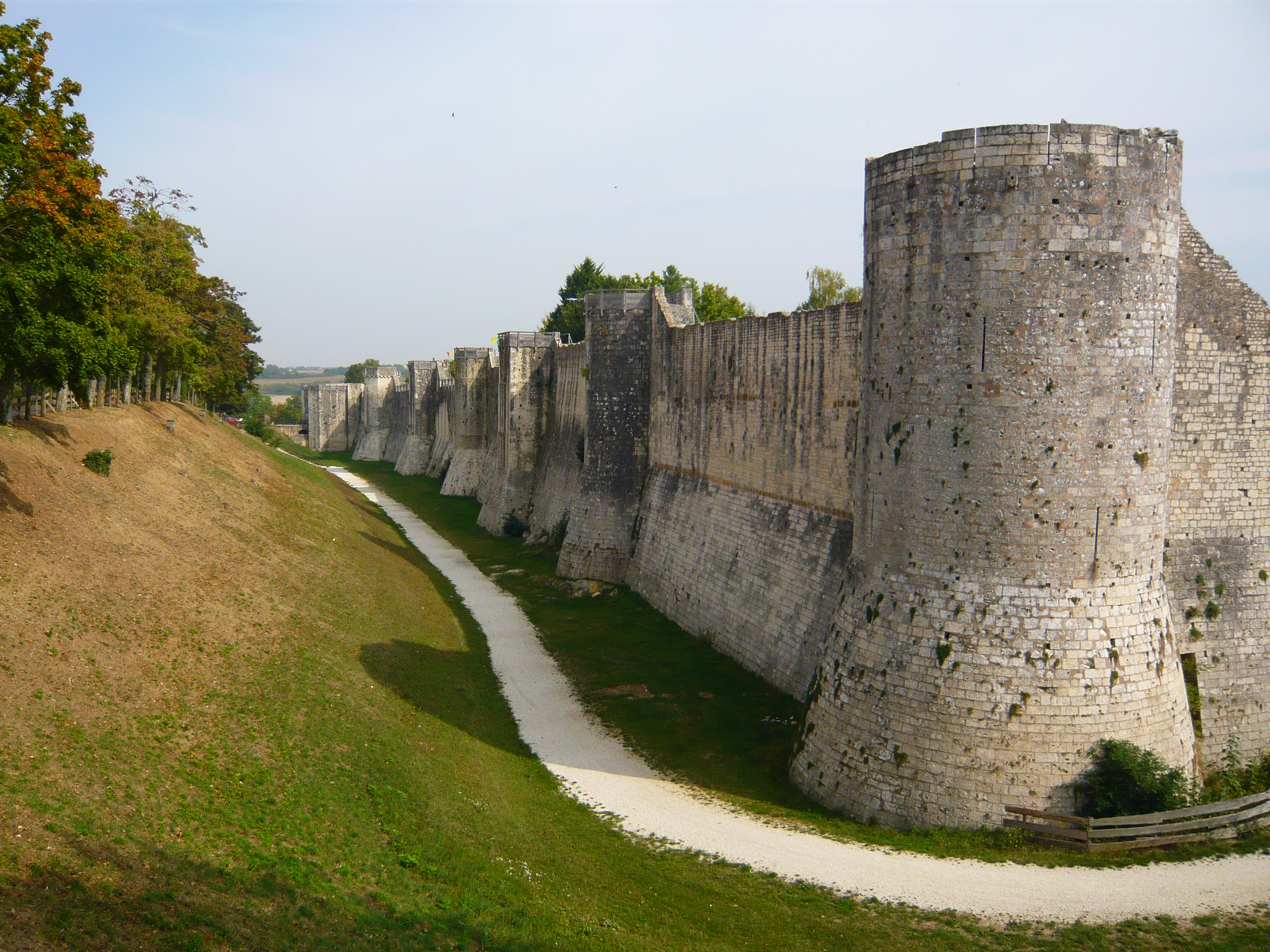
Vue nord-ouest des fortifications.
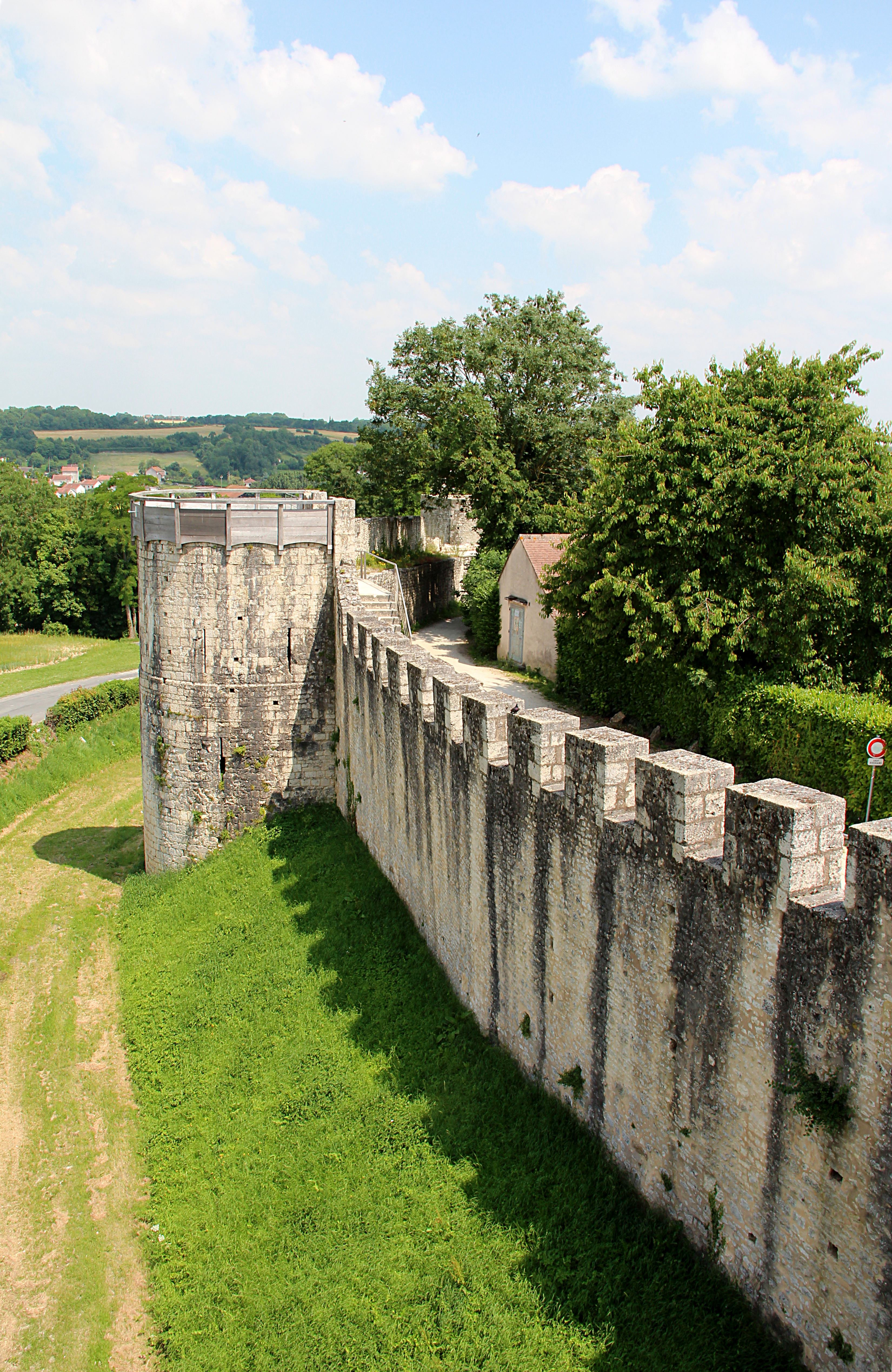
Rempart et tour des Grandes Planches.
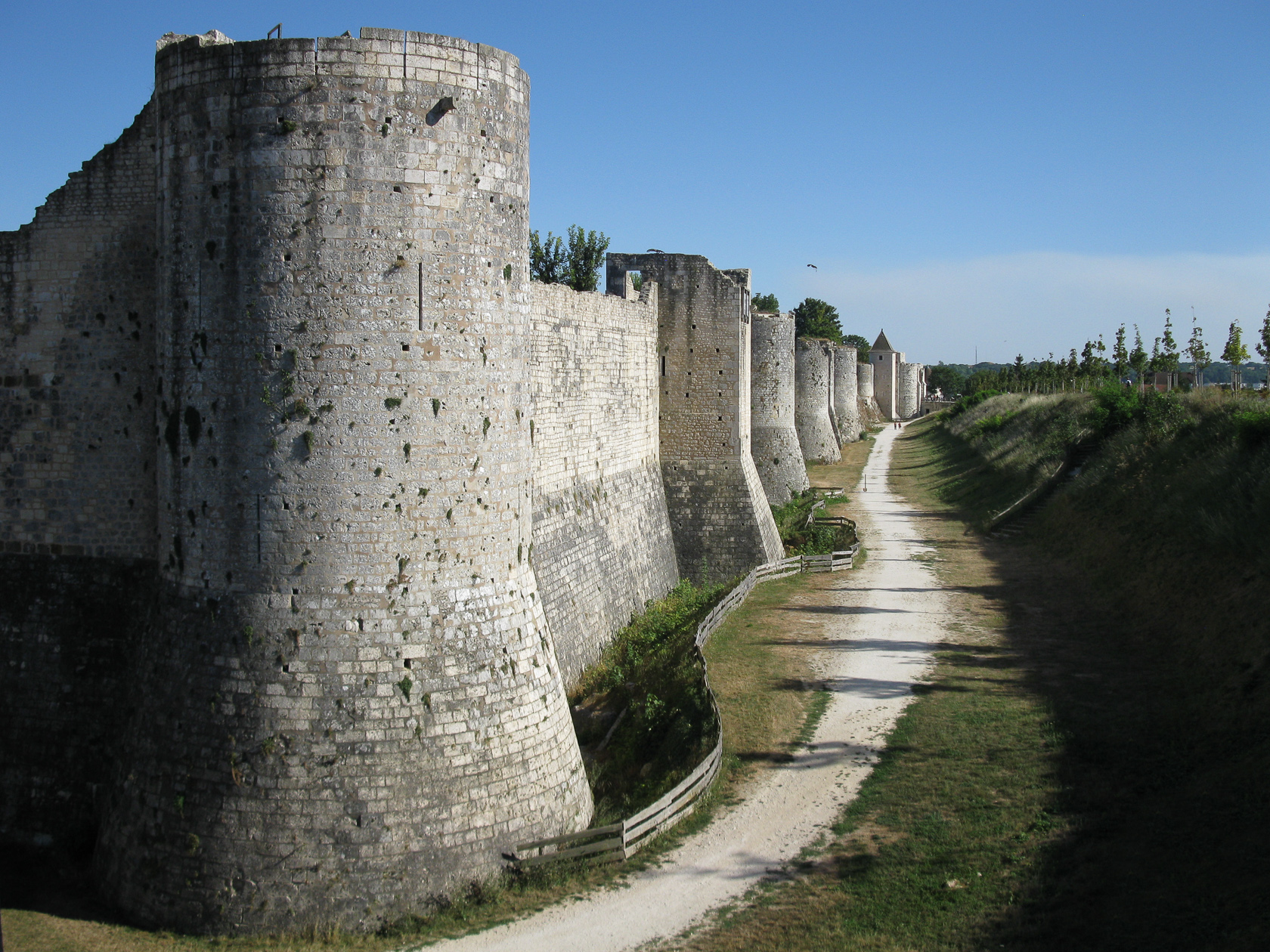
Vue des remparts.

### Patrimoine religieux

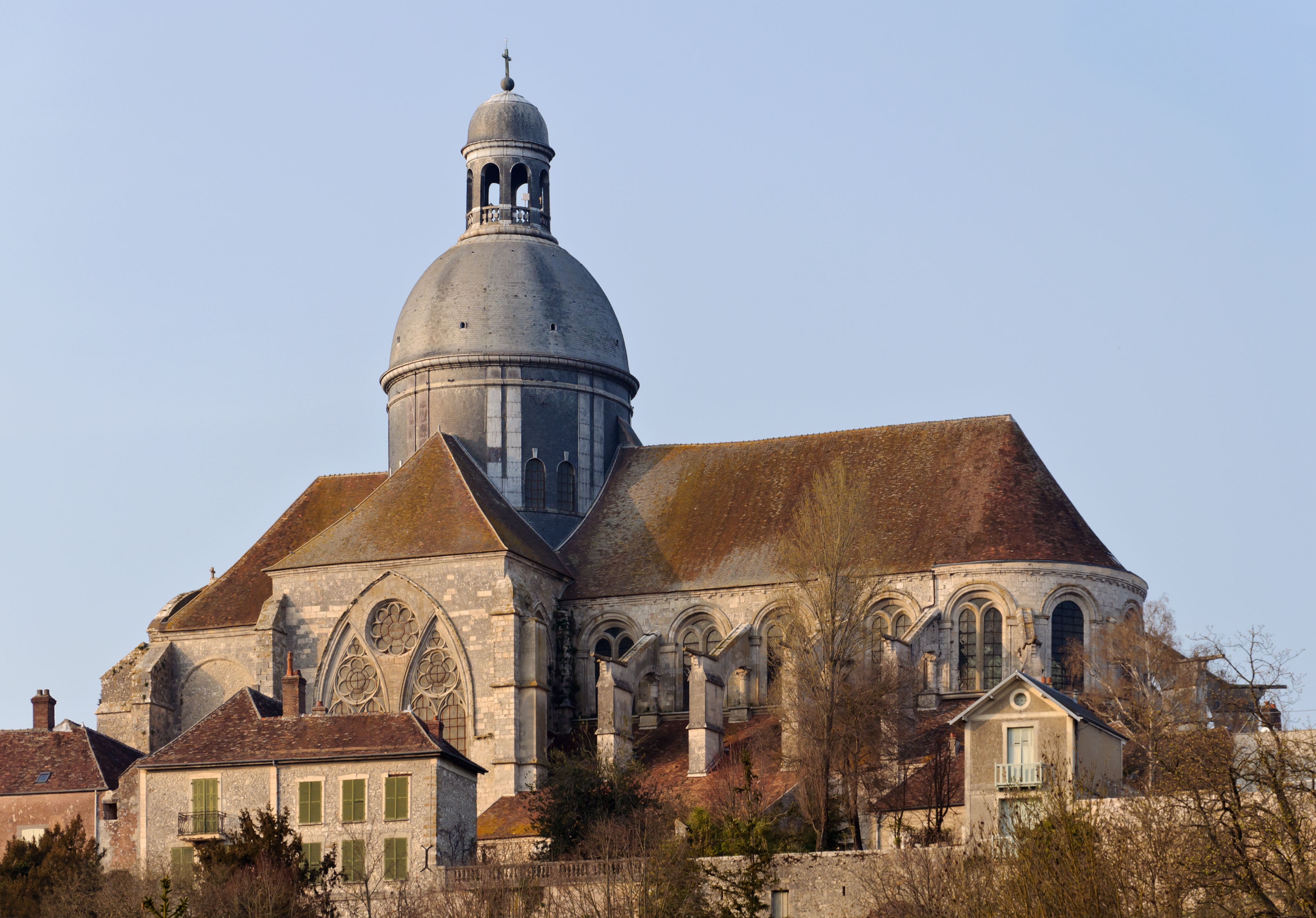
Collégiale Saint-Quiriace.

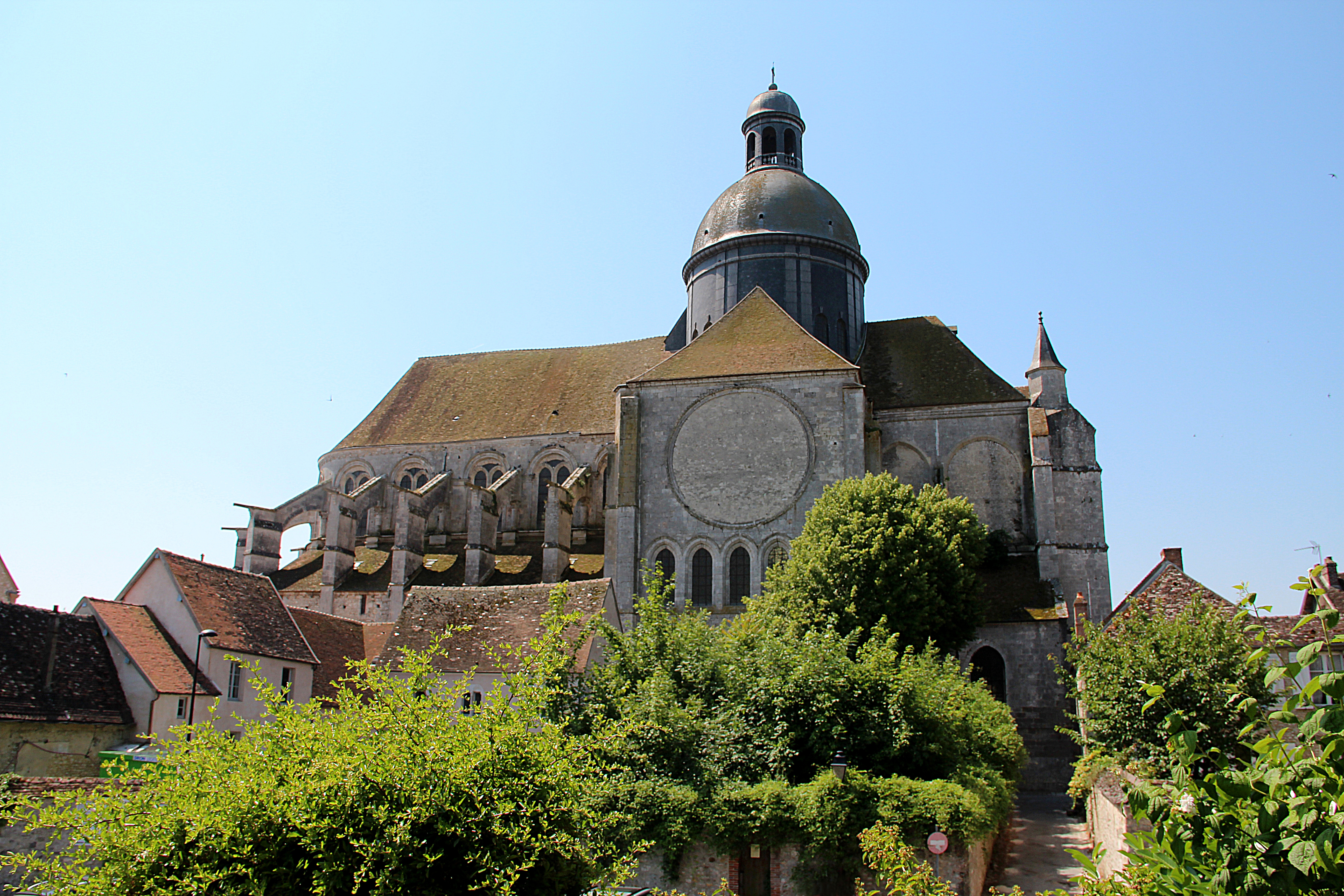
Autre façace de la collégiale Saint-Quiriace.

- La collégiale Saint-Quiriace, place Saint-Quiriace (XIIe siècle) ;
- L'église Sainte Croix, rue Sainte-Croix ;
- L'église Saint-Ayoul, ancien prieuré Saint-Ayoul, place Saint-Ayoul ;
- Le couvent des Cordelières, rue André-François Poncet, avec son cloître, sa chapelle et sa salle capitulaire ;
- La rue Saint-Thibault, vieille montée obligée et périlleuse vers le Châtel ;
- Les restes de l'église Saint-Thibault, rue Saint-Thibault ;
- L'ancienne commanderie du Val-de-Provins ;
- La chapelle de l'Hôtel Dieu, rue Saint-Thibault ;
- La chapelle du lycée Sainte-Croix, rue des Jacobins ;
- Le temple protestant réformé, place du Châtel ;
- L'ancienne abbaye augustinienne Saint-Jacques, fondée en 1157 par Henri Ier de Champagne[79] ;
- L'ancienne abbaye du Mont Notre-Dame, dite également Les Filles-Dieu.

### Patrimoine environnemental
La roseraie de Provins présente trois hectares réhabilité depuis 2008 au pied de la ville haute. Une exposition de vieux outils du bâtiment et de l'art populaire y est également présentée. Une librairie propose des ouvrages sur le compagnonnage et sur les métiers et les outils. La rose est associée à l'histoire de Provins depuis le Moyen Âge, lorsque Thibaud IV de Champagne, revenant de croisade, aurait, selon la tradition, rapporté une variété de Rosa gallica à Provins au milieu du XIIIe siècle. Rosa gallica, le rosier de France, est aussi appelé « rosier de Provins ».

### Culture
De nombreux spectacles sur la thématique médiévale ont lieu toute l'année à Provins :
- les aigles des remparts : spectacle de fauconnerie équestre[80] ;
- la légende des chevaliers : spectacle de chevalerie dans les fossés des remparts[81] ;
- les médiévales : fête médiévale, animation de rue, artisans, défilé[82] ;
- le son et lumière : spectacle historique de nuit qui évoque les heures de joies et de peine au Moyen Âge, spectacle conçu, produit et réalisé par des bénévoles.

La fête de la moisson,(succédant à la fête médiévale qui se déroulait en juin) témoigne de la richesse culturelle du pays provinois. Elle est célébrée le dernier dimanche d'août, et marquait anciennement la fin de la moisson du blé, production importante du pays de la Brie champenoise - même si aujourd'hui le maïs, la betterave et le colza lui disputent la vedette. Les chars de la fête de la moisson sont toujours décorés de blé, évoquant la récolte ; par ailleurs, on se sert souvent d'un tarare pour projeter du son sur les passants.
La traditionnelle fête de la niflette se déroule chaque année le 11 novembre dans le centre-ville, et met à l'honneur cette spécialité pâtissière originaire de Provins. La niflette se compose d'une pâte feuilletée et de crème pâtissière subtilement aromatisée à la fleur d'oranger. Au Moyen Âge, elle était distribuée aux orphelins à la sortie des cimetières, à l'époque de la Toussaint. Le mot trouve son origine dans l'injonction latine " Ne flete ! " signifiant " ne pleure pas ! ".
Depuis 2007, le prix Provins-Moyen Âge récompense chaque année un livre portant sur l'histoire du Moyen Âge.
Le tournoi de chevalets est organisé le deuxième dimanche de septembre et réservée aux artistes amateurs, cette journée récompense les plus belles œuvres de peinture et d'arts plastique (dessin, fusain, collage, pastel, aquarelle, etc.) exécutées sur place et dans un temps imparti.

### Gastronomie

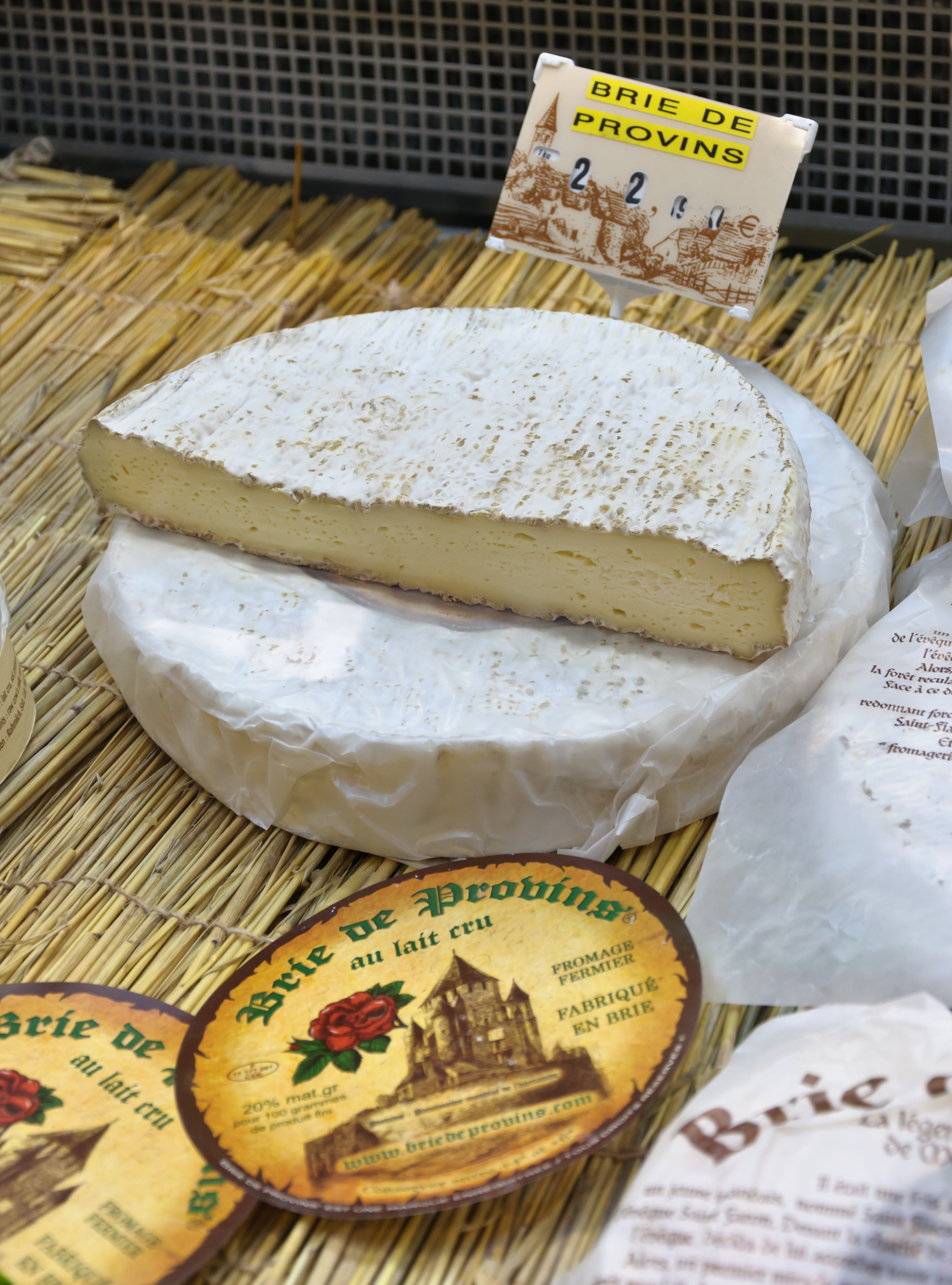
Brie de Provins.

Le Provinois a une tradition fromagère ancienne, renouvelée depuis peu. En 1979, le Brie de Provins est créé et la marque du même nom est déposée. En 2010, à l’occasion de son retour à une fabrication traditionnelle, le Brie de Provins est présenté au Salon du Fromage et des produits laitiers à Paris.
Provins est aussi connue pour ses niflettes, un petit gâteau feuilleté garni de crème pâtissière. Les niflettes sont dégustées lors du 11 novembre et aussi durant la fête Médiévale et certaines autres fêtes de la ville.
Ville française de la rose, Provins est aussi historiquement connue pour ses confiseries à la rose, en particulier la confiture de pétales de rose, le miel à la rose de Provins ou les bonbons à la rose.

### Personnalités liées à la commune
- Saint Thibaut de Provins (1039-1066), de la famille des comtes de Champagne, sous le comte Thibaut Ier de Champagne (1037-1089) ou Thibaud III de Blois et les comtesses de Champagne Gersent du Maine et Alix de Valois.
- Anne Musnier (v.1125-1200) En 1175, elle sauva la vie d'Henri Ier de Champagne en tuant le chef des conjurés. (Henri Ier de Champagne)
- Guiot de Provins (v.1150-ap.1208), trouvère, auteur de la légende de Parsifal, originaire de la ville.
- Renier Acorre (v.1220-v1298), marchand florentin, chambellan et receveur de Champagne.
- Nicolas Durand de Villegagnon (1510-1571), militaire et explorateur français, fondateur de la France antarctique, colonie française au Brésil.
- Eustache Du Caurroy (1549-1609), compositeur, prieur de Saint-Ayoul, surnommé le Prince des Compositeurs par ses pairs.
- Guillaume Marescot (1567-1643), est mort à Provins.
- Toussaint Rose (1611-1701), secrétaire de Mazarin puis de Louis XIV et académicien français.
- Claude-Pierre de Beaufort (-1736), magistrat et fermier général.
- Guy Le Gentil, marquis de Paroy (1728-1807), lieutenant du roi au gouvernement de Champagne et Brie, bailli d'épée de Provins et de Montereau, député de Provins à l'Assemblée Constituante, député de Saint-Domingue.
- Christophe Opoix (1745-1840), chimiste et homme politique né et décédé à Provins, député de Seine-et-Marne à la Convention.
- Michel-Louis Rousselet (1746-1834), Avocat du roi, député représentant le tiers état du bailliage de Provins aux États généraux de 1789.

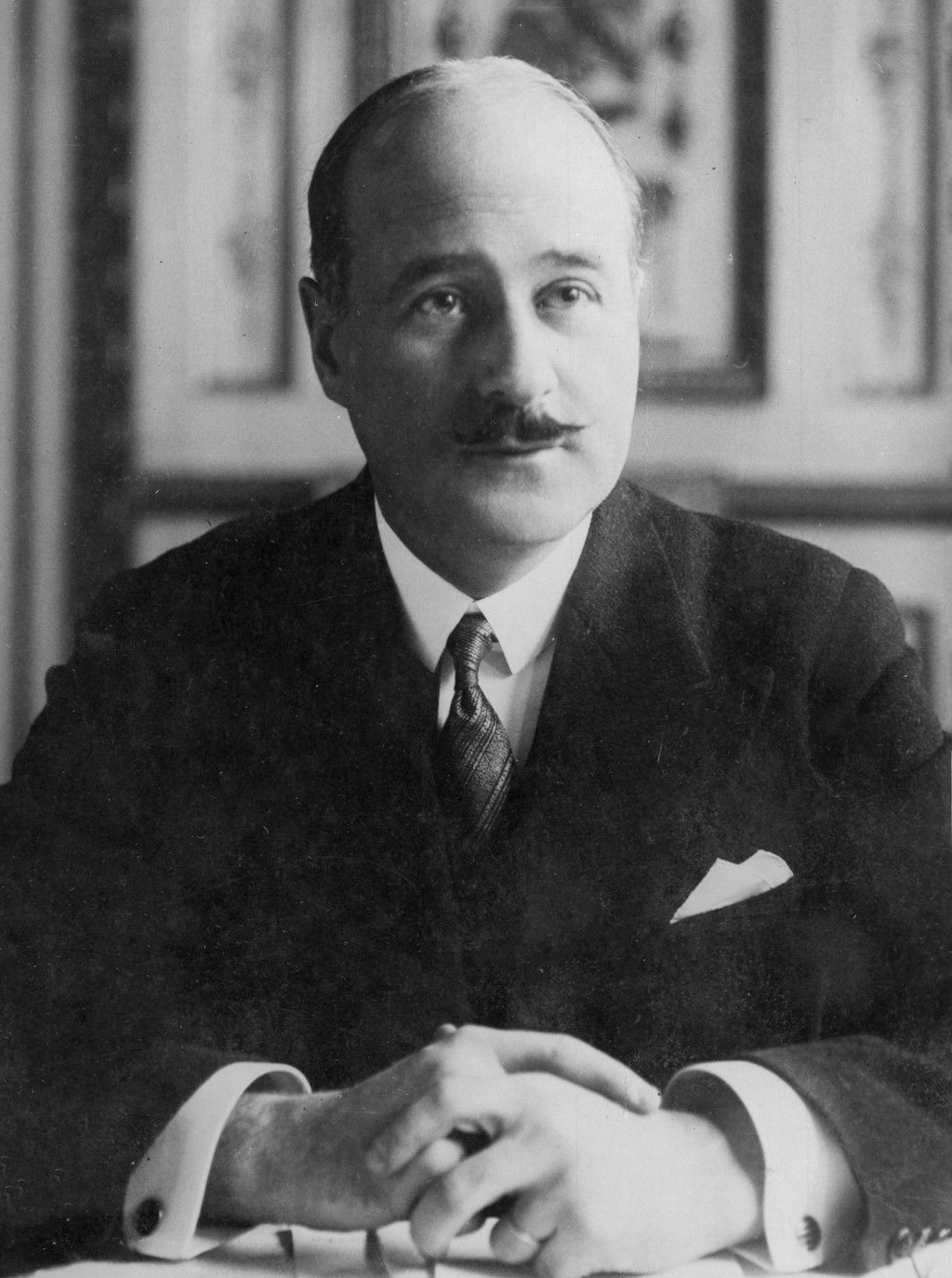
André François-Poncet

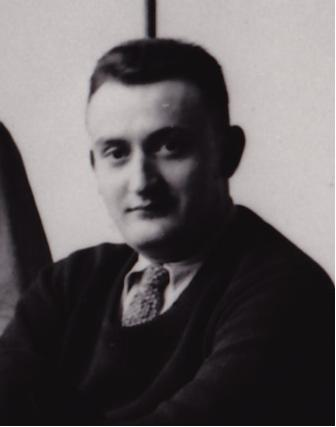
Gaston-Louis Roux

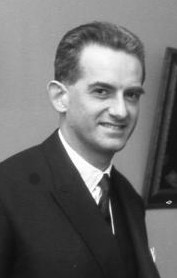
Alain Peyrefitte

- Nicolas Joachim Billy (1748-1831), homme politique, député du tiers état aux États généraux de 1789.
- Jacques Germain Simon (1753-1839), homme politique, député de Seine-et-Marne au conseil des Cinq-Cents.
- Hégésippe Moreau (1810-1838), poète auteur de La Voulzie.
- Charles Lenient (1826-1908), universitaire et homme politique né à Provins, député de Seine-et-Marne de 1882 à 1885.
- Gustave Lefèvre (1831-1910), compositeur, Directeur de l'École Niedermeyer et gendre du fondateur y naît en 1831.
- Édouard Lefèvre, frère du précèdent, peintre décorateur (on lui doit la décoration du Buffet de la Gare de Lyon).
- Amédée Couesnon (1850-1931), homme politique et dirigeant d'entreprise, député de l'Aisne de 1907 à 1919.
- Edmond Nocard (1850-1903), vétérinaire et microbiologiste, membre de l'Institut Pasteur, collaborateur de Louis Pasteur et d'Émile Roux.
- Louis Victor Plessier (1856-1914), général.
- André François-Poncet (1887-1978), homme politique et diplomate.
- Pierre Fourrier (1889-1941), Capitaine méhariste, Compagnon de la Libération[91], Mort pour la France le 21 juin 1941 à Damas.
- André Dhôtel (1900-1991), romancier.
- François Raynal (1904-1994), international français de rugby à XV ;
- Gaston-Louis Roux (1904-1988), artiste peintre, est né à Provins.
- Axel Sanson (1975-...), artiste peintre, y vit et travaille.
- Valentin Abeille (1907-1944), sous-préfet de Provins et résistant, Compagnon de la Libération[92], assassiné par la Gestapo le 2 juin 1944 à Paris.
- Jean-Pierre Vernant (1914-2007), alias « Berthier », chef d'état-major FFI à Toulouse, Compagnon de la Libération[93], historien, né à Provins.
- Stéphane Dakowski (1921-2016), international de football français.
- Alain Peyrefitte (1925-1999), maire de la ville de 1965 à 1997, membre de l'Académie française.
- Jean Renard né en 1933, compositeur, producteur. Lien Biographie de Jean Renard.
- Jules Verne dont le père est originaire de Provins.
- Honoré de Balzac, son roman Pierrette se déroule entièrement à Provins.
- Dominique A, chanteur, y naît le 6 octobre 1968.
- Christine Bardelle, athlète spécialiste des courses de fond, y naît le 16 août 1974.
- David Moncoutié, coureur cycliste, y naît le 30 avril 1975.
- En 1429, Jeanne d'Arc et Charles VII passent à Provins.
- Henri-Charles Fouilleret, ingénieur et héros de la Résistance mort pour la France à Provins en 1944.
- Marcel Vatelot, luthier, s'établit dans la ville et y installe ses ateliers. Étienne Vatelot son fils, luthier également, est né dans la ville et a fait ses études au collège Thibaud de Champagne.

### Héraldique

Logo.

| Blason de Provins | Blason  | D'azur à la Grosse Tour couverte d'argent, sommée d'une fleur de lys d'or, ajourée et maçonnée de sable, la porte aussi d'argent enfermant un lion de sable. |
| Blason de Provins | Détails | Le blason représente la Tour César. La fleur de lys au sommet symbolise le rattachement au domaine royal à partir de 1284.                                   |